# Нормандская четвёрка
«Нормандская четвёрка», «нормандский формат» — группа руководителей четырёх стран (Германии, России, Украины и Франции) по урегулированию ситуации на востоке Украины.

## Участники

### Главы государств и правительств

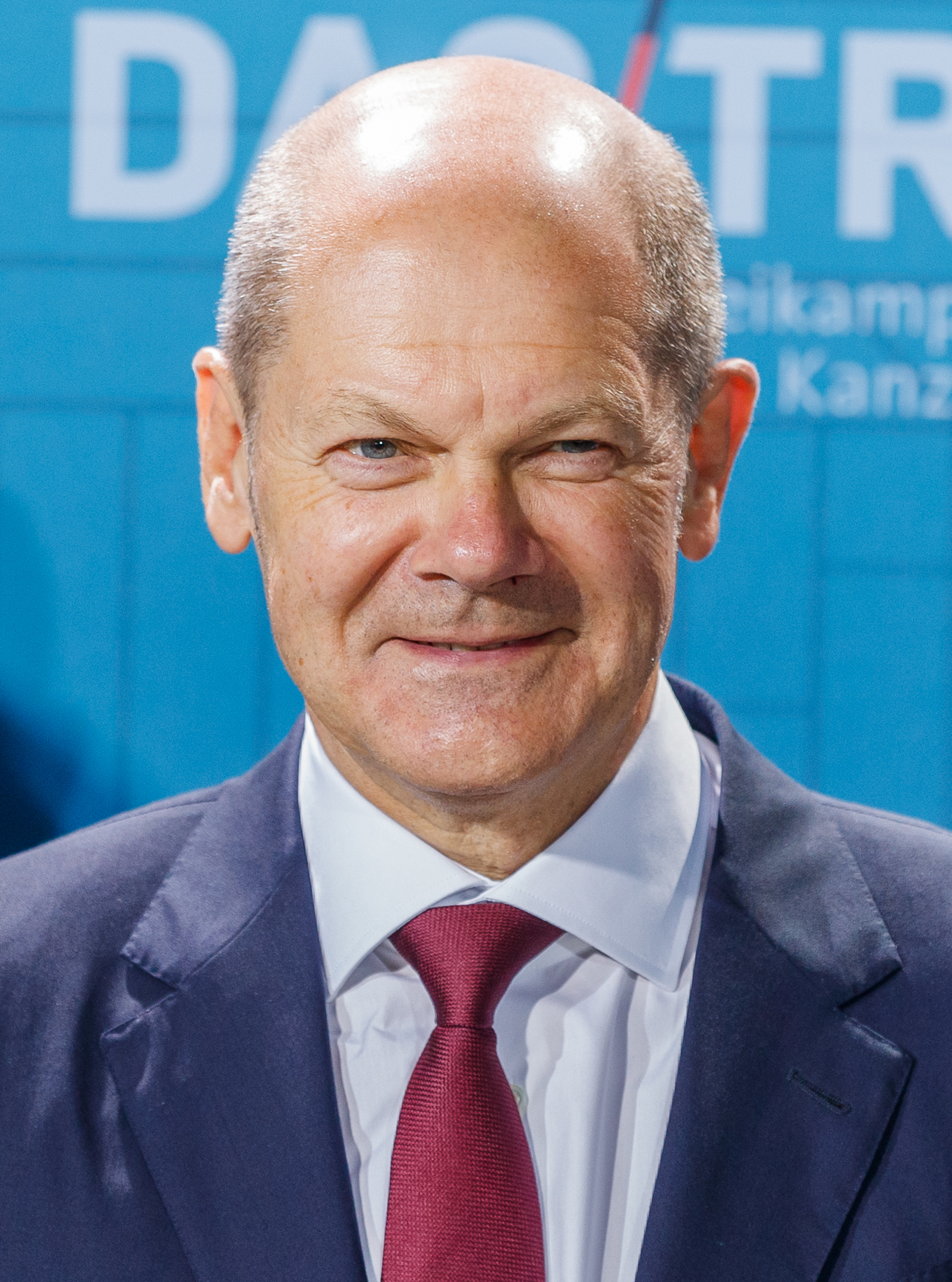
' Олаф Шольц, федеральный канцлер Германии (с 6 мая 2025 года)
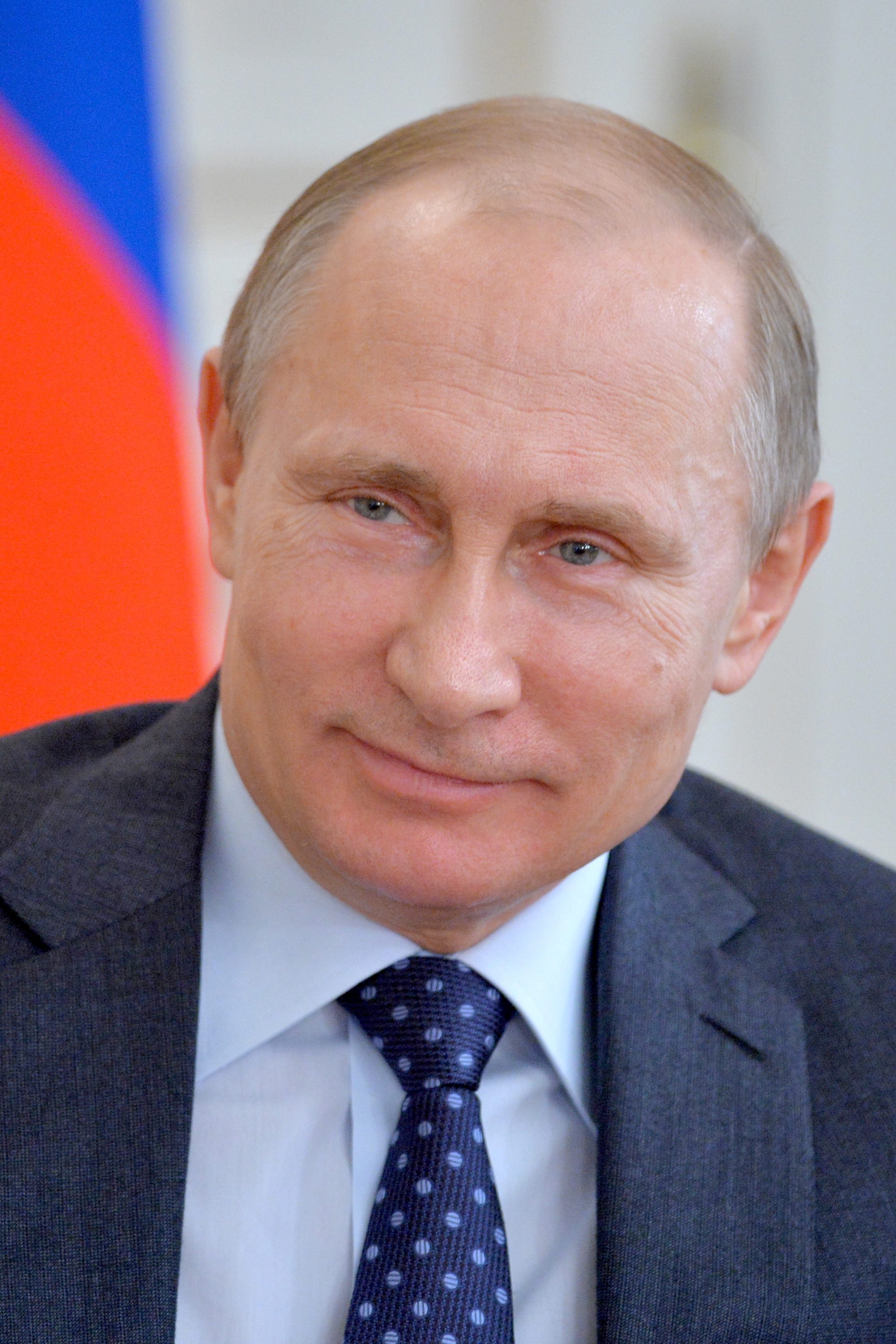
' Владимир Путин, президент России
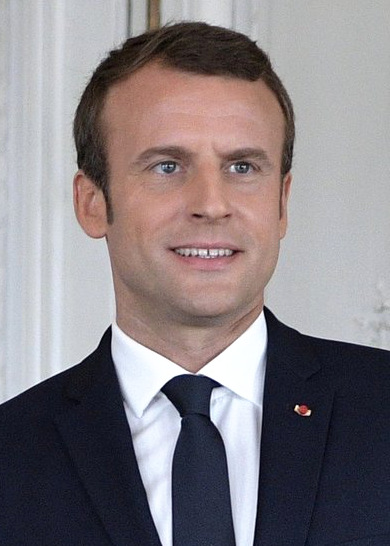
' Эмманюэль Макрон, президент Франции (с 14 мая 2017 года)
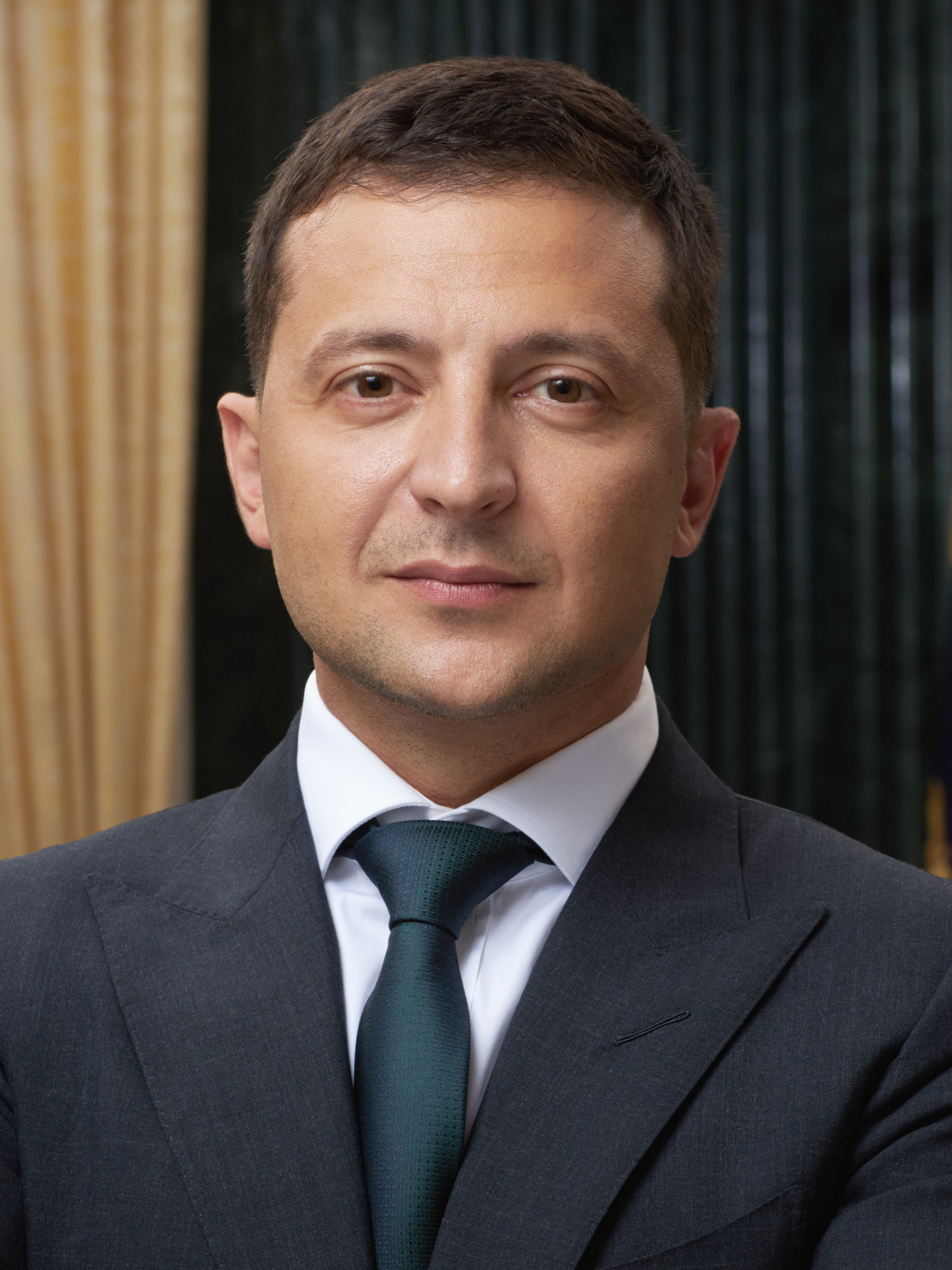
' Владимир Зеленский, президент Украины (с 20 мая 2019 года)

- Германия
Олаф Шольц, федеральный канцлер Германии (с 6 мая 2025 года)
- Россия
Владимир Путин, президент России
- Франция
Эмманюэль Макрон, президент Франции
(с 14 мая 2017 года)
- Украина
Владимир Зеленский, президент Украины
(с 20 мая 2019 года)

### Главы МИД

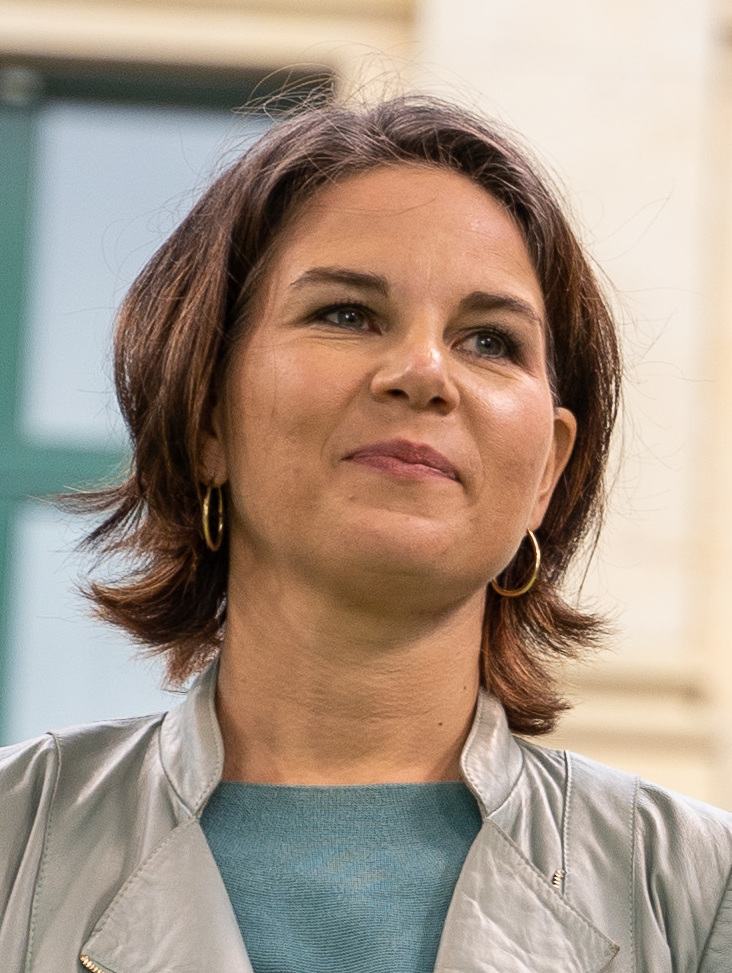
Анналена Бербок (с 8 декабря 2021 года)
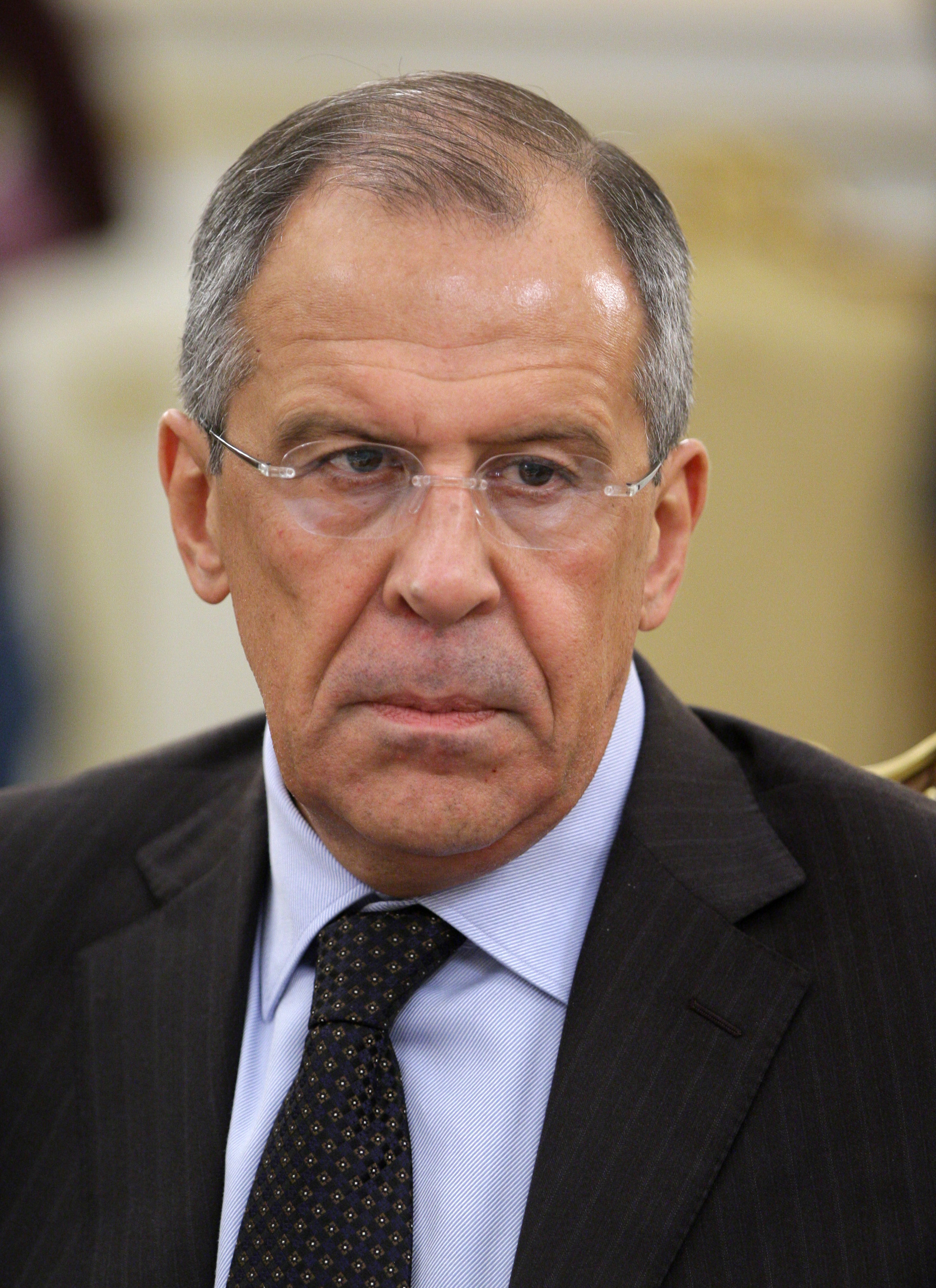
Сергей Лавров
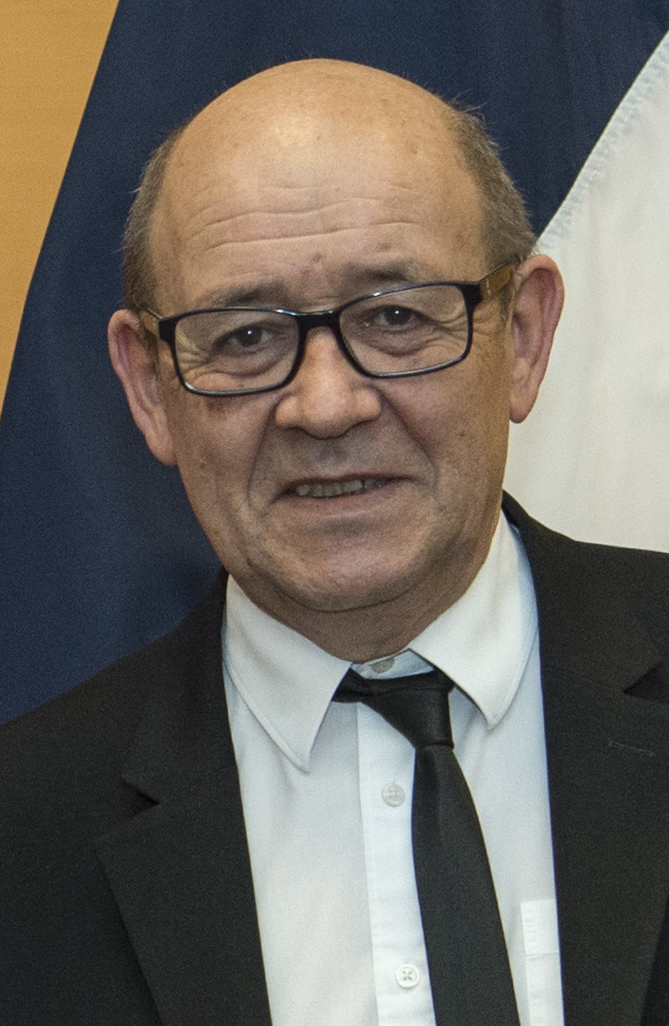
Жан-Ив Ле Дриан (с 17 мая 2017 года)
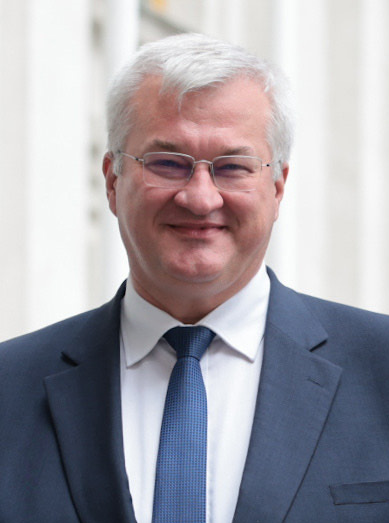
Андрей Сибига (с 5 сентября 2024 года)

- Германия 
Анналена Бербок (с 8 декабря 2021 года)
- Россия 
Сергей Лавров
- Франция 
Жан-Ив Ле Дриан (с 17 мая 2017 года)
- Украина
Андрей Сибига (с 5 сентября 2024 года)

## Бывшие участники

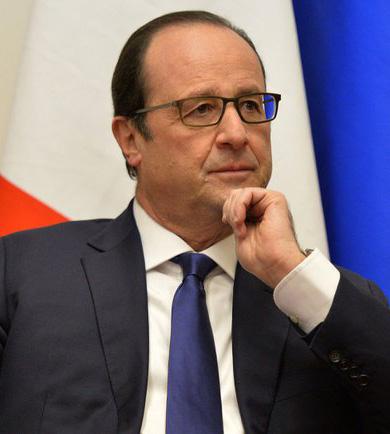
' Франсуа Олланд, президент Франции (до 14 мая 2017 года)
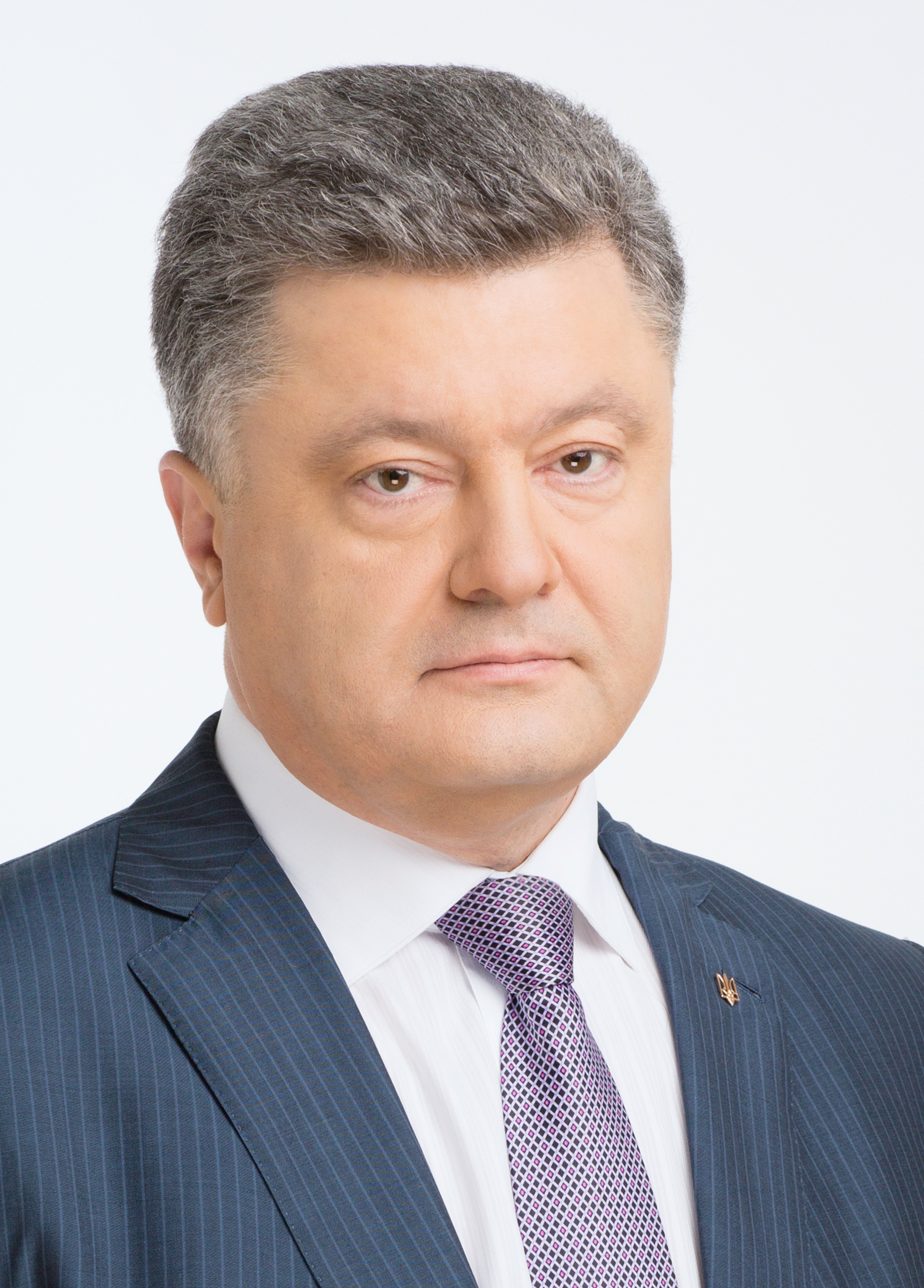
' Пётр Порошенко, президент Украины (до 20 мая 2019 года)
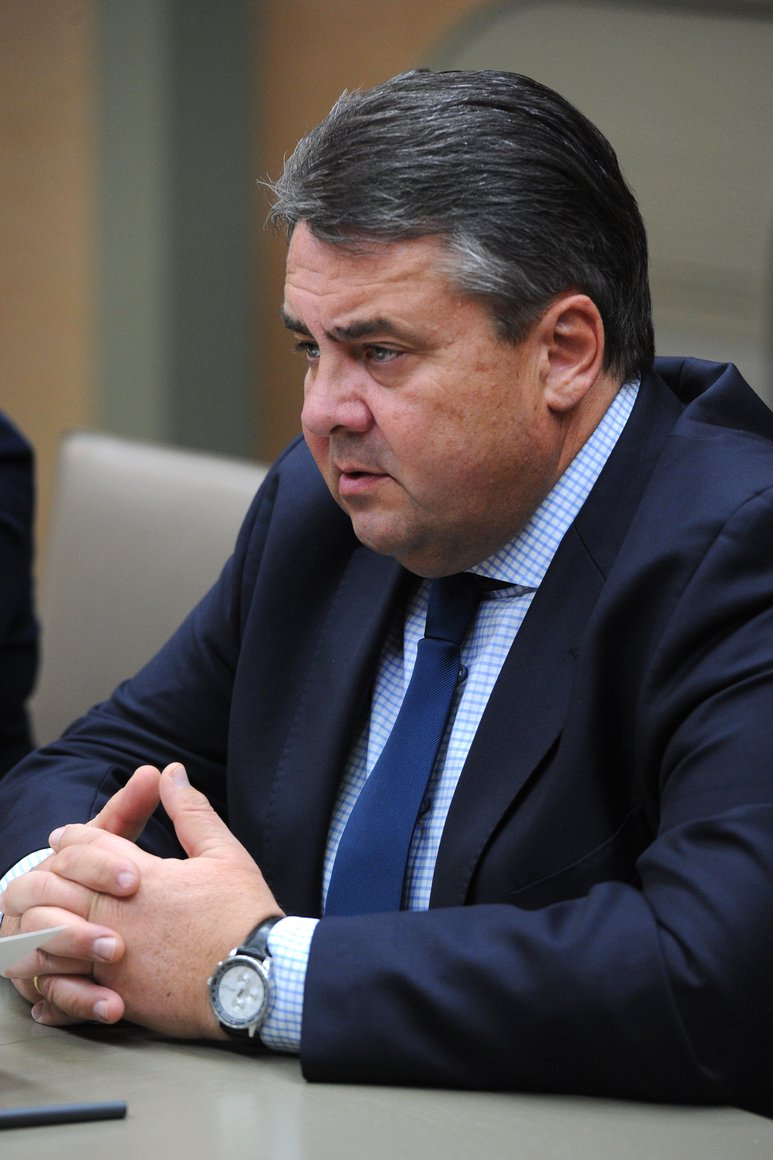
' Зигмар Габриэль (январь 2017 — март 2018)
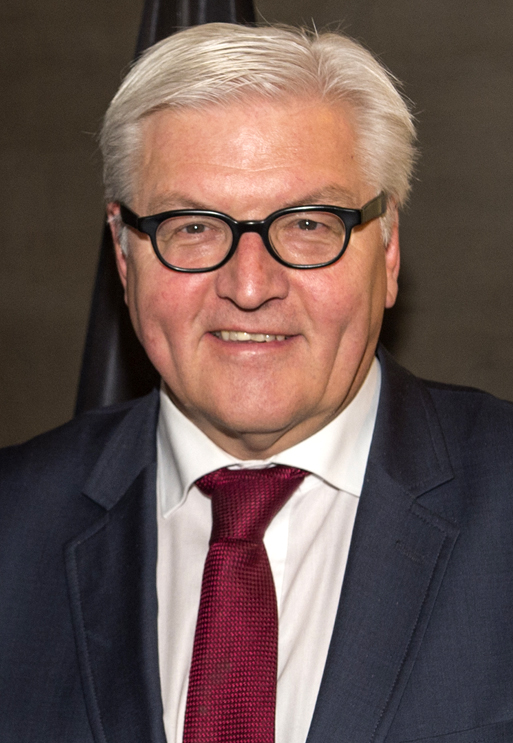
' Франк-Вальтер Штайнмайер (до января 2017)
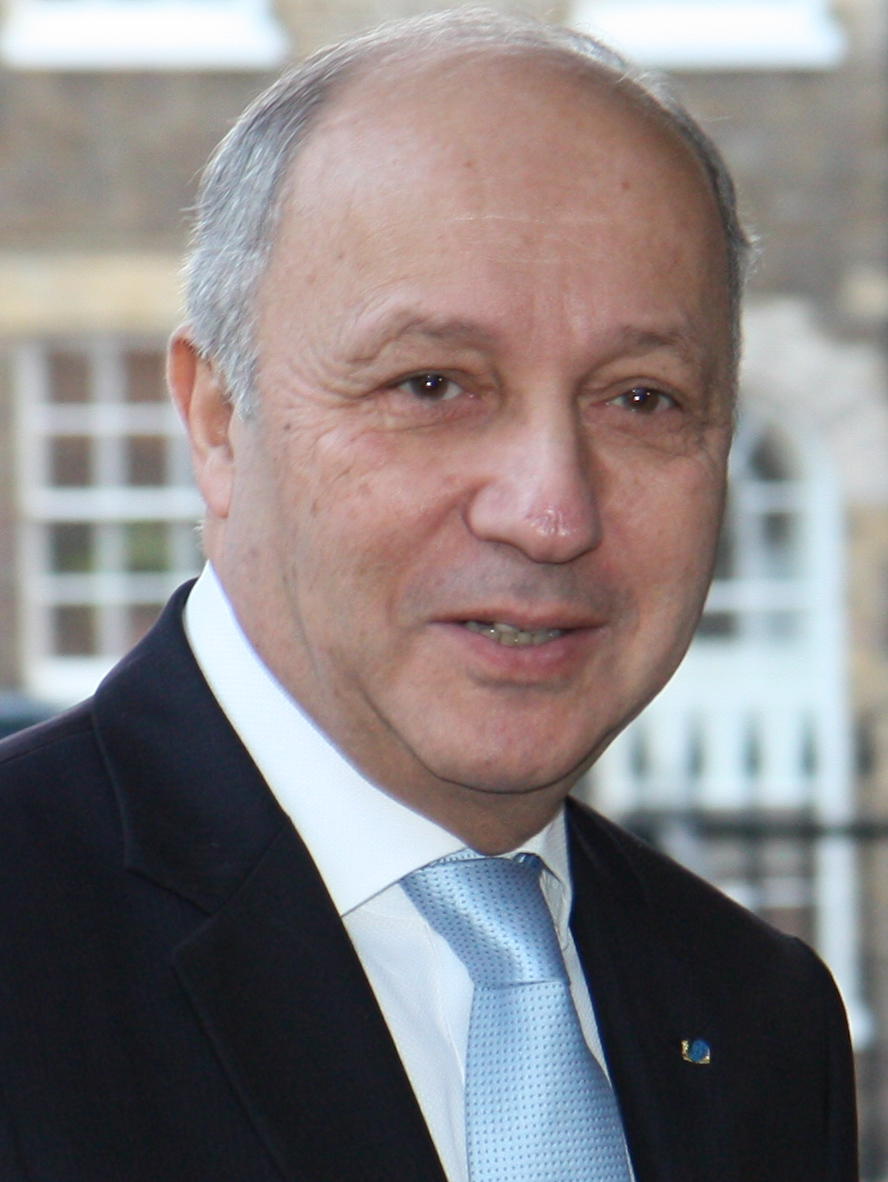
' Лоран Фабиус (до февраля 2016)
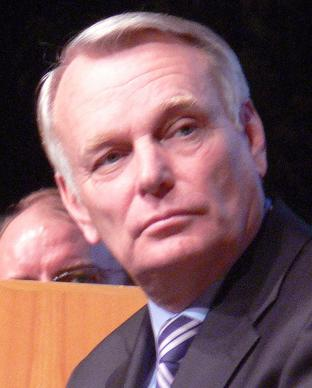
' Жан-Марк Эро (февраль 2016 — май 2017)
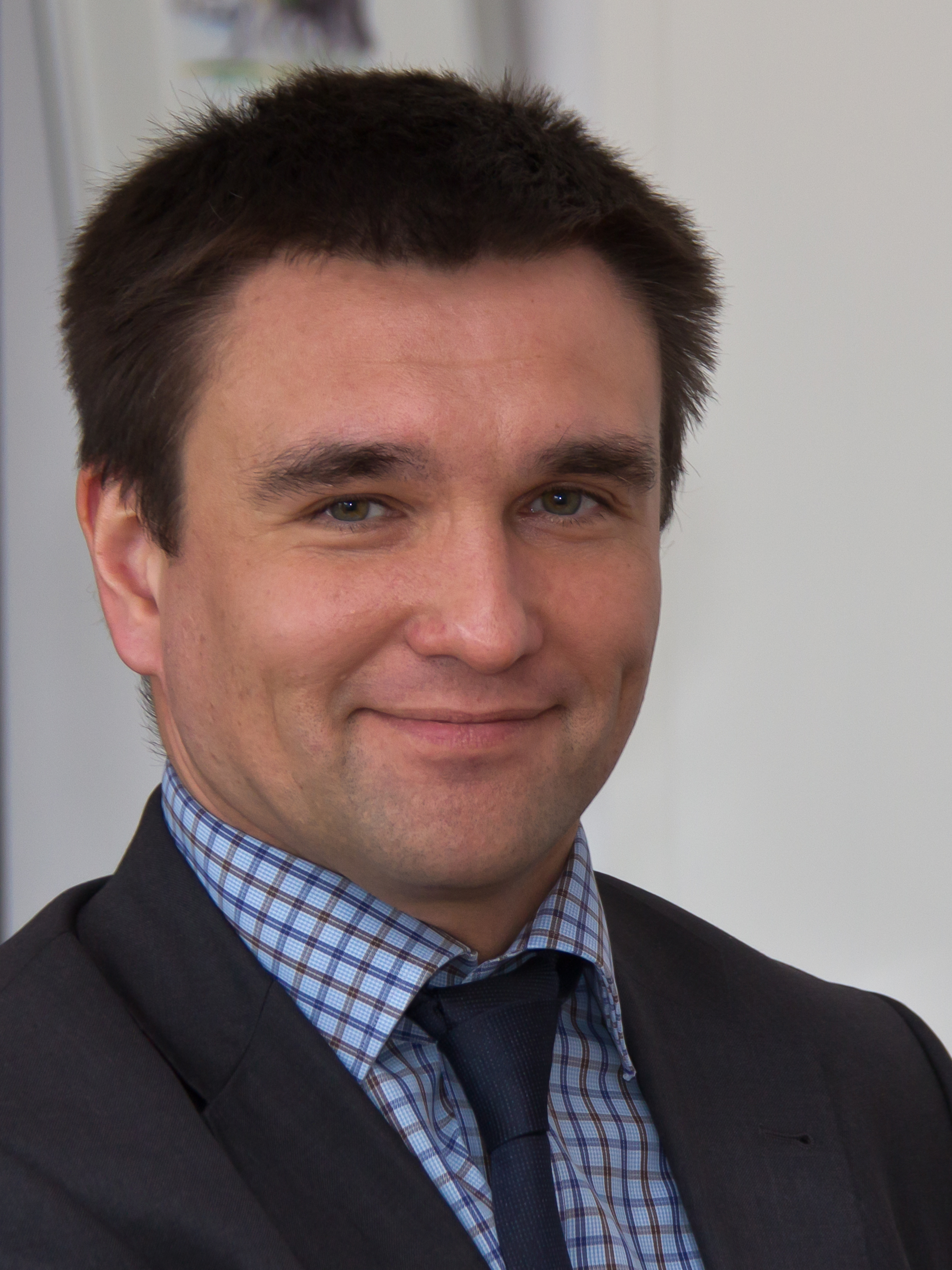
' Павел Климкин (до 29 августа 2019)
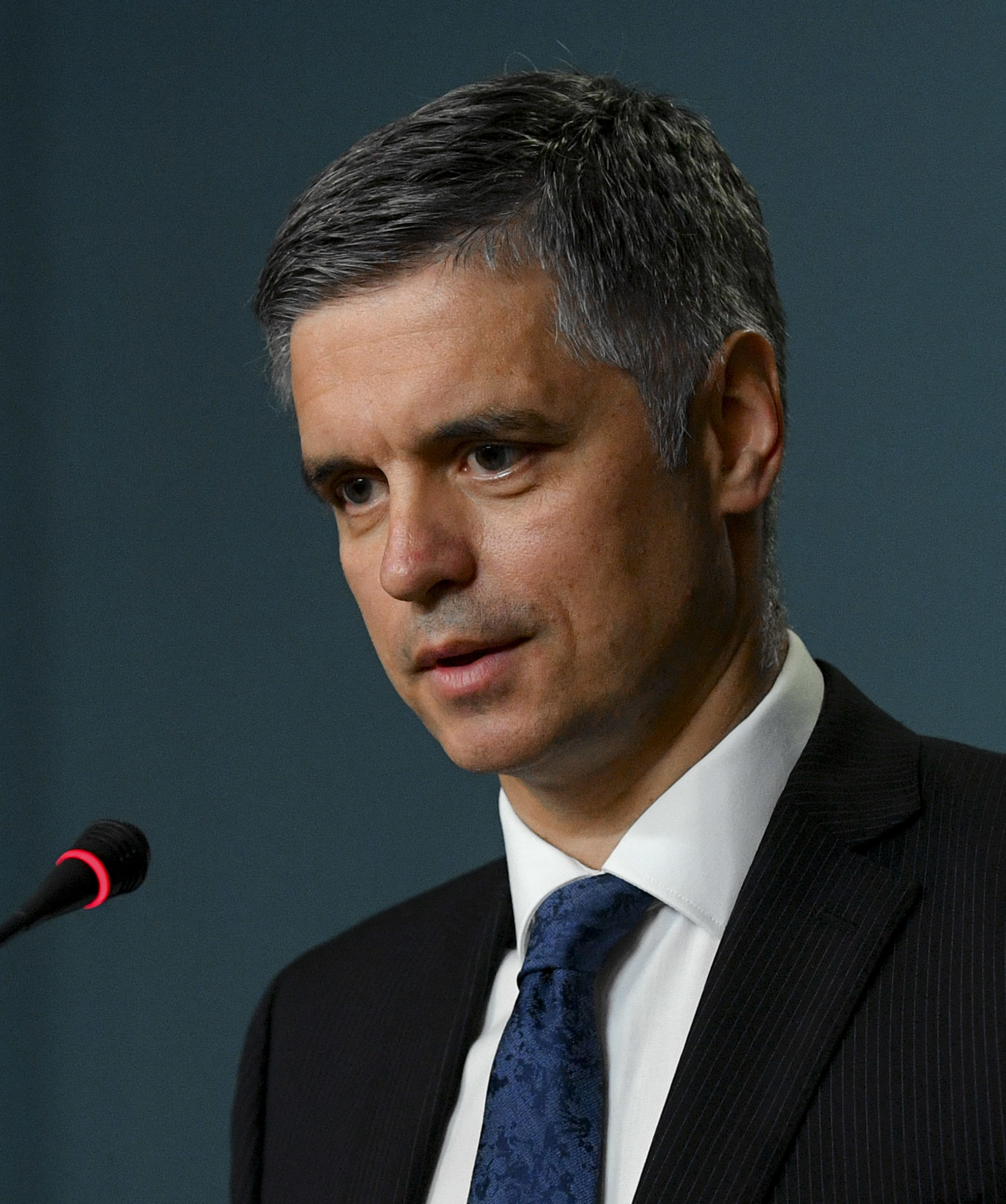
' Вадим Пристайко (до 4 марта 2020)
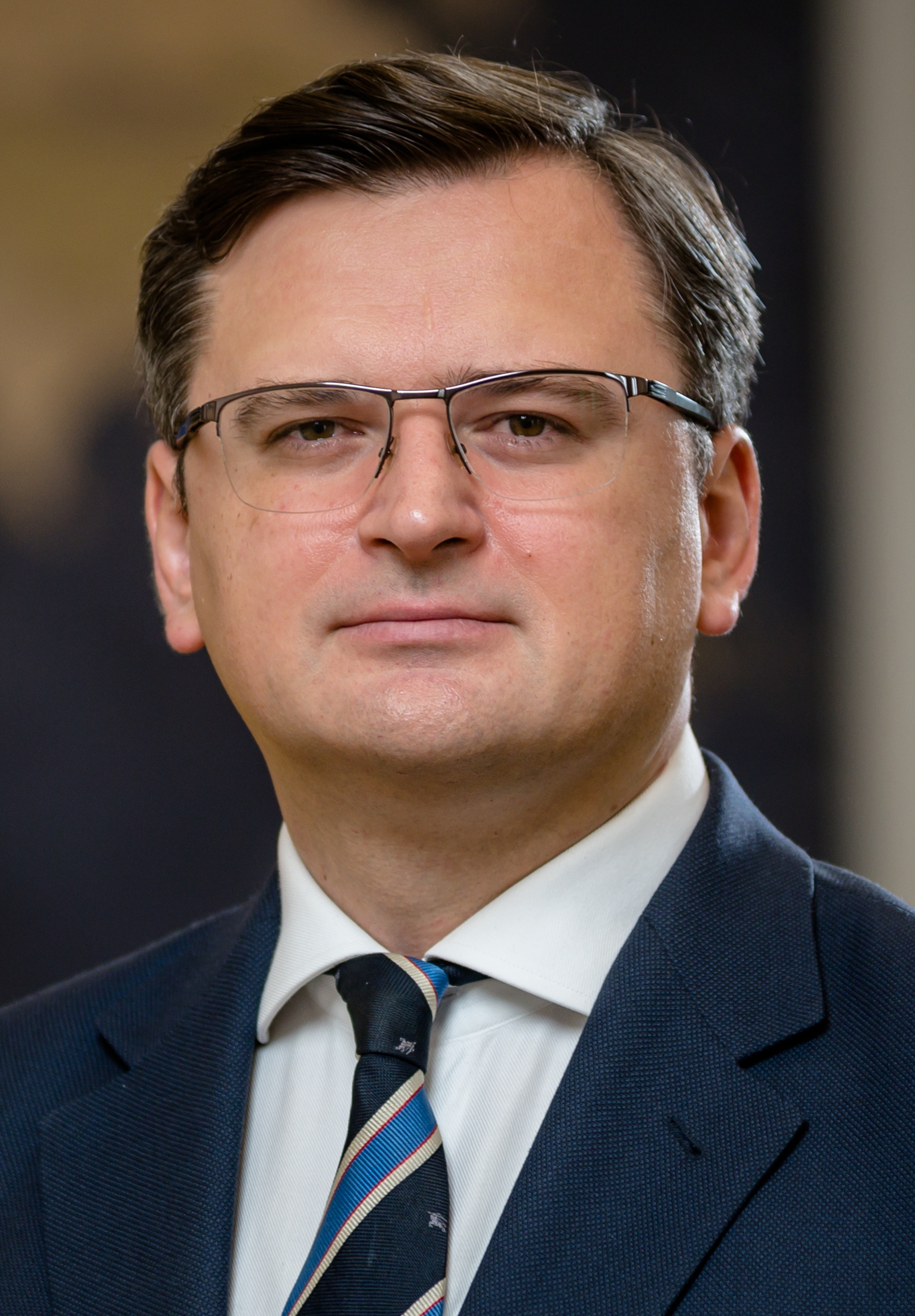
' Дмитрий Кулеба (до 5 сентября 2024)
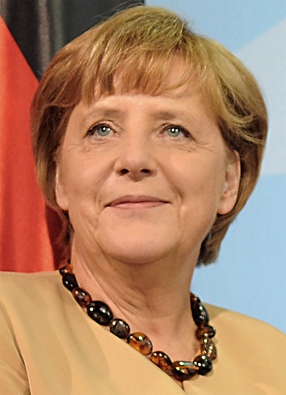
' Ангела Меркель (до 8 декабря 2021)
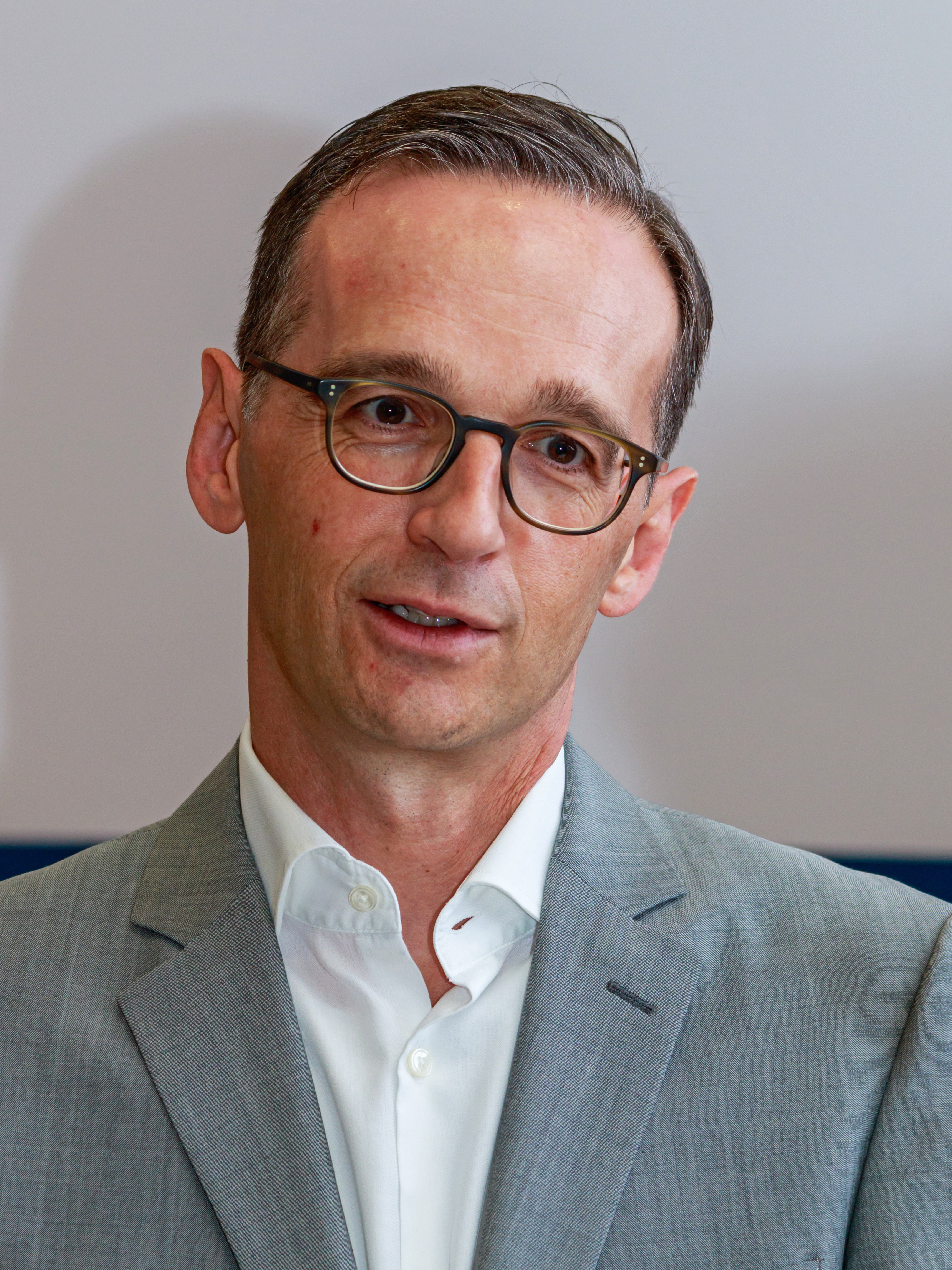
' Хайко Маас (до 8 декабря 2021)

- Франция
Франсуа Олланд, президент Франции (до 14 мая 2017 года)
- Украина
Пётр Порошенко, президент Украины (до 20 мая 2019 года)
- Германия
Зигмар Габриэль (январь 2017 — март 2018)
- Германия
Франк-Вальтер Штайнмайер (до января 2017)
- Франция
Лоран Фабиус 
(до февраля 2016)
- Франция
Жан-Марк Эро 
(февраль 2016 — май 2017)
- Украина
Павел Климкин
(до 29 августа 2019)
- Украина
 Вадим Пристайко
(до 4 марта 2020)
- Украина
Дмитрий Кулеба
(до 5 сентября 2024)
- Германия
Ангела Меркель 
(до 8 декабря 2021)
- Германия
 Хайко Маас
(до 8 декабря 2021)

## История

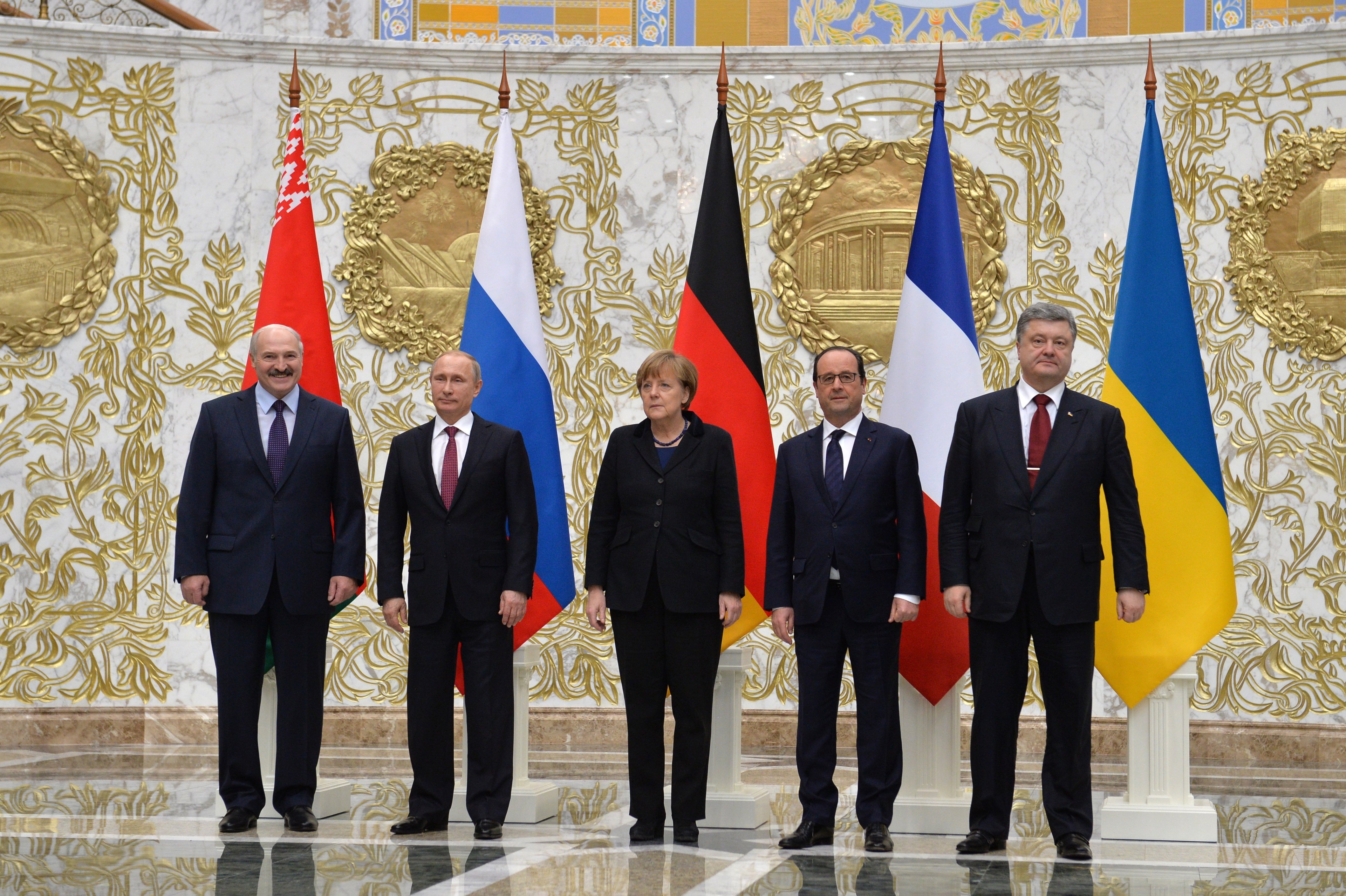
Лидеры Нормандской четверки и Александр Лукашенко на переговорах в Минске 11 февраля 2015 года

Начало «нормандскому формату» было положено на встрече глав Германии, Франции, России и Украины 6 июня 2014 года в Шато-де-Бенувиль в Нормандии (Франция) во время празднования 70-й годовщины высадки союзников (1944). По словам тогдашнего президента Франции Франсуа Олланда, приступить к миротворческой миссии он решил после аннексии Крыма и начала войны на востоке Украины. Олланд направил президенту России Владимиру Путину приглашение принять участие в праздничной церемонии и заручился поддержкой канцлера Германии Ангелы Меркель, которая согласилась поддержать его миротворческую миссию. Олланд пригласил в Нормандию и Петра Порошенко, который был избран президентом Украины 25 мая. Об этом он поставил в известность президента России.
Самая продолжительная встреча лидеров четырёх государств состоялась 11 — 12 февраля 2015 года в Минске. На переговорах, продлившихся 17 часов, был принят Комплекс мер по выполнению Минских соглашений и разработаны шаги по имплементации Минского соглашения.
2 октября 2015 года, встречаясь в Париже, лидеры «нормандской четвёрки» фактически сошлись на том, что выполнить минские соглашения за год не удастся, после чего соглашения были негласно продлены на 2016 год.
В августе 2016 года произошло резкое обострение отношений между Россией и Украиной, связанное с задержанием на территории Крыма двух групп украинских диверсантов. Произошедшие инциденты дали повод для сверхжёстких заявлений с обеих сторон. Владимир Путин заявил, что до «отказа от политики террора и провокаций» со стороны украинского руководства нет смысла проводить встречи в «нормандском формате» (очередную такую встречу планировалось провести в сентябре «на полях» саммита G20 в Китае).
В конце сентября 2016 года Минской контактной группе удалось договориться о разведении сил на трёх участках линии разграничения, однако в начале октября процесс разведения сил был сорван фактически ещё до его начала, после чего военные вернулись на прежние позиции. После этого Ангела Меркель и пригласила лидеров «нормандской четвёрки» на очередную встречу в Берлин. В результативности этих переговоров с самого начала были большие сомнения. В Париже и Берлине, однако, надеялись, что встреча лидеров «нормандской четвёрки» может способствовать перезапуску минского процесса. Но единственным, о чём договорились в Берлине, стало поручение главам МИДов представить лидерам на подписание «дорожную карту» по выполнению минских соглашений до конца ноября. По версии Украины, целью этого документа должна была стать передача неконтролируемого участка границы под контроль Украины. По версии России, участники переговоров договорились продолжить работу над принятием на Украине закона об особом статусе отдельных районов Донецкой и Луганской областей.
Это была последняя совместная встреча лидеров четырёх государств при Порошенко. В 2018 году переговоры в Аахене прошли без Владимира Путина. После этого общение лидеров «нормандской четвёрки» ограничивалось контактами по телефону.
Контакты в «нормандском формате» осуществляются и на уровне министров иностранных дел четырёх стран, и на экспертном уровне.

### Контакты (2014—2019)
| Дата          | Место                | Формат                                                                                      | Содержание, итоги, документы |
| ------------- | -------------------- | ------------------------------------------------------------------------------------------- | --- |
| 06.06.2014    | Бенувиль (Франция)   | Президенты и представители МИД                                                              | Обсуждение последствий противостояния в Донбассе и влияния кризиса на экономику Украины |
| 16−17.10.2014 | Милан (Италия)       | Президенты и федеральный канцлер                                                            | Обсуждение закона Украины об особом статусе Донбасса |
| 12.01.2015    | Берлин (Германия)    | Представители МИД                                                                           | Обсуждение ряда вопросов, связанных с запланированной встречей в Астане (Казахстан). Участники призвали к незамедлительной встрече лидеров «нормандской четвёрки». Позднее, однако, запланированная встреча в Астане была отменена. |
| 21.01.2015    | Берлин (Германия)    | Представители МИД                                                                           | Соглашение о линии разграничения на Украине; договорились о поддержке отвода вооружений и продолжении встреч Контактной группы |
| 09.02.2015    | Берлин (Германия)    | Представители МИД. Россию представлял заместитель министра иностранных дел Григорий Карасин | Обсуждение вопросов подготовки к встрече в Минске |
| 11−12.02.2015 | Минск (Беларусь)     | Президенты и представители МИД                                                              | Встреча продолжалась 17 часов. Принята Декларация нормандской четвёрки по Донбассу и разработаны шаги по имплементации Минского соглашения |
| 19.02.2015    | Телефонная беседа    | Президенты и федеральный канцлер                                                            | Обсуждение вопросов по выполнению Минского соглашения |
| 24.02.2015    | Париж (Франция)      | Представители МИД                                                                           | Обсуждение ситуации в Дебальцеве и окрестностях Мариуполя. Совместного заявления не было |
| 02.03.2015    | Телефонная беседа    | Президенты и федеральный канцлер                                                            | Обсуждение вариантов работы миссии ОБСЕ и вопроса об освобождении Надежды Савченко |
| 06.03.2015    | Берлин (Германия)    | Представители МИД                                                                           | |
| 13.04.2015    | Берлин (Германия)    | Представители МИД                                                                           | Принято заявление, в котором все стороны призывают перейти к отводу танков и артиллерии калибром не менее 100 мм от линии столкновения. |
| 30.04.2015    | Телефонная беседа    | Президенты и федеральный канцлер                                                            | Обсуждение вопроса о вводе миротворцев и расширения доступа ОБСЕ в зону конфликта. |
| 10.06.2015    | Париж (Франция)      | Представители МИД (политические директора)                                                  | Подготовка к встрече глав МИД. |
| 23.06.2015    | Париж (Франция)      | Главы МИД.                                                                                  | |
| 17.07.2015    | Телефонная беседа    | Президенты и федеральный канцлер                                                            | Обсуждение хода реализации Минских договорённостей. |
| 23.07.2015    | Телефонная беседа    | Президенты и федеральный канцлер                                                            | Обсуждение хода реализации минских договорённостей. Договорились ускорить отвод вооружения калибром до 100 мм, демилитаризацию Широкино и заключение соглашения Украина — ЕС — Россия по поставкам газа из России на Украину. |
| 20.08.2015    | Берлин (Германия)    | Представители МИД (юридические эксперты).                                                   | Обсуждение хода выполнения договорённостей и процесса конституционной реформы на Украине. |
| 09.09.2015    | Телефонная беседа    | Президенты и федеральный канцлер                                                            | Договорились о личной встрече 2 октября в Париже. Договорились также о встрече глав МИД «нормандской четвёрки» 12 сентября в Берлине. Обсудили выполнение Минских соглашений. |
| 12.09.2015    | Берлин (Германия)    | Главы МИД                                                                                   | Обсудили реализацию Минских соглашений. По итогам переговоров заявили, что довольны соблюдением режима прекращения огня в Донбассе. |
| 02.10.2015    | Париж (Франция)      | Главы государств и главы МИД                                                                | Обсудили реализацию Минских соглашений и пути урегулирования ситуации на Украине, в том числе было принято решение об отводе всех вооружений калибра менее 100 мм обеими сторонами на расстояние 15 км от линии разграничения. |
| 06.11.2015    | Берлин (Германия)    | Главы МИД                                                                                   | Обсудили реализацию Минских соглашений. Договорились о продлении соглашений на 2016 год. |
| 30.12.2015    | Телефонная беседа    | Президенты и федеральный канцлер                                                            | Обсудили реализацию Минских соглашений. Договорились о продлении соглашений на 2016 год. |
| 13.02.2016    | Мюнхен (Германия)    | Главы МИД                                                                                   | Обсудили реализацию Минских соглашений |
| 03.03.2016    | Париж (Франция)      | Главы МИД                                                                                   | Обсудили реализацию Минских соглашений. Россия поддержала инициативу Германии и Франции о проведении местных выборов в Донбассе до конца 1-го полугодия 2016 года. |
| 11.05.2016    | Берлин (Германия)    | Главы МИД                                                                                   | Обсудили реализацию Минских соглашений. |
| 24.05.2016    | Телефонная беседа    | Президенты и федеральный канцлер                                                            | Обсудили возможность расширения полномочий специальной миссии ОБСЕ в Донбассе. В ходе телефонного разговора Владимир Путин призвал Вооружённые силы Украины прекратить обстрелы городов Донбасса. |
| 19.10.2016    | Берлин (Германия)    | Президенты и федеральный канцлер                                                            | Обсудили реализацию Минских соглашений. Была подтверждена важность выполнения Рамочного решения о разведении сил и средств от 21 сентября 2016 года на трёх «пилотных участках» — в станице Луганской, Петровском и Золотом. Была подтверждена согласованная во время Парижского саммита в октябре 2015 года «формула Штайнмайера».                                                             |
| 29.11.2016    | Минск (Беларусь)     | Главы МИД                                                                                   | Обсудили реализацию Минских соглашений. |
| 18.04.2017    | Телефонная беседа    | Президенты и федеральный канцлер                                                            | Обсудили реализацию Минских соглашений. В последний раз участвовал президент Франции Ф. Олланд |
| 24.07.2017    | Телефонная беседа    | Президенты и федеральный канцлер                                                            | Обсудили реализацию Минских соглашений. Впервые участвовал новый президент Франции Э. Макрон. Договорились о дальнейших контактах |
| 22.08.2017    | Телефонная беседа    | Президенты и федеральный канцлер                                                            | Обсуждение хода реализации Минских договорённостей. |
| 29.03.2018    | Совместное заявление | Президенты и федеральный канцлер                                                            | В совместном заявлении была подтверждена приверженность осуществлению минских договорённостей в отношении всех его аспектов (безопасность, политические, гуманитарные и экономические вопросы). На фоне успешного обмена более 300 задержанных 27 декабря 2017 года лидеры «нормандской четвёрки» призвали к более активным усилиям по обмену оставшихся задержанных по формуле «всех на всех». |
| 10.05.2018    | Аахен (Германия)     | Ангела Меркель, Эммануэль Макрон, Пётр Порошенко                                            | Обсуждение реализации минских договорённостей, возможных параметров миротворческой миссии в Донбассе, гуманитарных проблем и возможности освобождения задержанных обеими сторонами. |
| 11.05.2018    | Телефонная беседа    | Владимир Путин, Ангела Меркель                                                              | При обмене мнениями по внутриукраинскому кризису рассмотрены вопросы, касающиеся учреждения миссии ООН по охране наблюдателей ОБСЕ. Условлено активизировать работу в «нормандском формате». Ангела Меркель проинформировала об итогах совместной с президентом Франции Эммануэлем Макроном встречи 10 мая в Аахене с президентом Украины Петром Порошенко.                                     |
| 09.06.2018    | Телефонная беседа    | Владимир Путин, Пётр Порошенко                                                              | Обсуждение ситуации на юго-востоке Украины и хода реализации минских соглашений. Особое внимание уделено вопросам гуманитарного характера, включая обмен удерживаемых лиц. Достигнута договорённость о посещении уполномоченными по правам человека обеих стран российских граждан, находящихся в заключении на Украине, и украинских — в России.                                               |
| 11.06.2018    | Берлин               | Главы МИД                                                                                   | Обсудили вопрос освобождения заключённых, а также гуманитарные проблемы и ход выполнения минских соглашений, а также перспективы развёртывания миротворческой миссии ООН в Донбассе. |
| 21.06.2018    | Телефонная беседа    | Владимир Путин, Пётр Порошенко                                                              | Обсуждение хода реализации Минских договорённостей, обмен мнениями по вопросам реализации российской инициативы учреждения миссии ООН по содействию охране Специальной мониторинговой миссии ОБСЕ в Украине. |

### Контакты (с мая 2019 года)

#### 2019

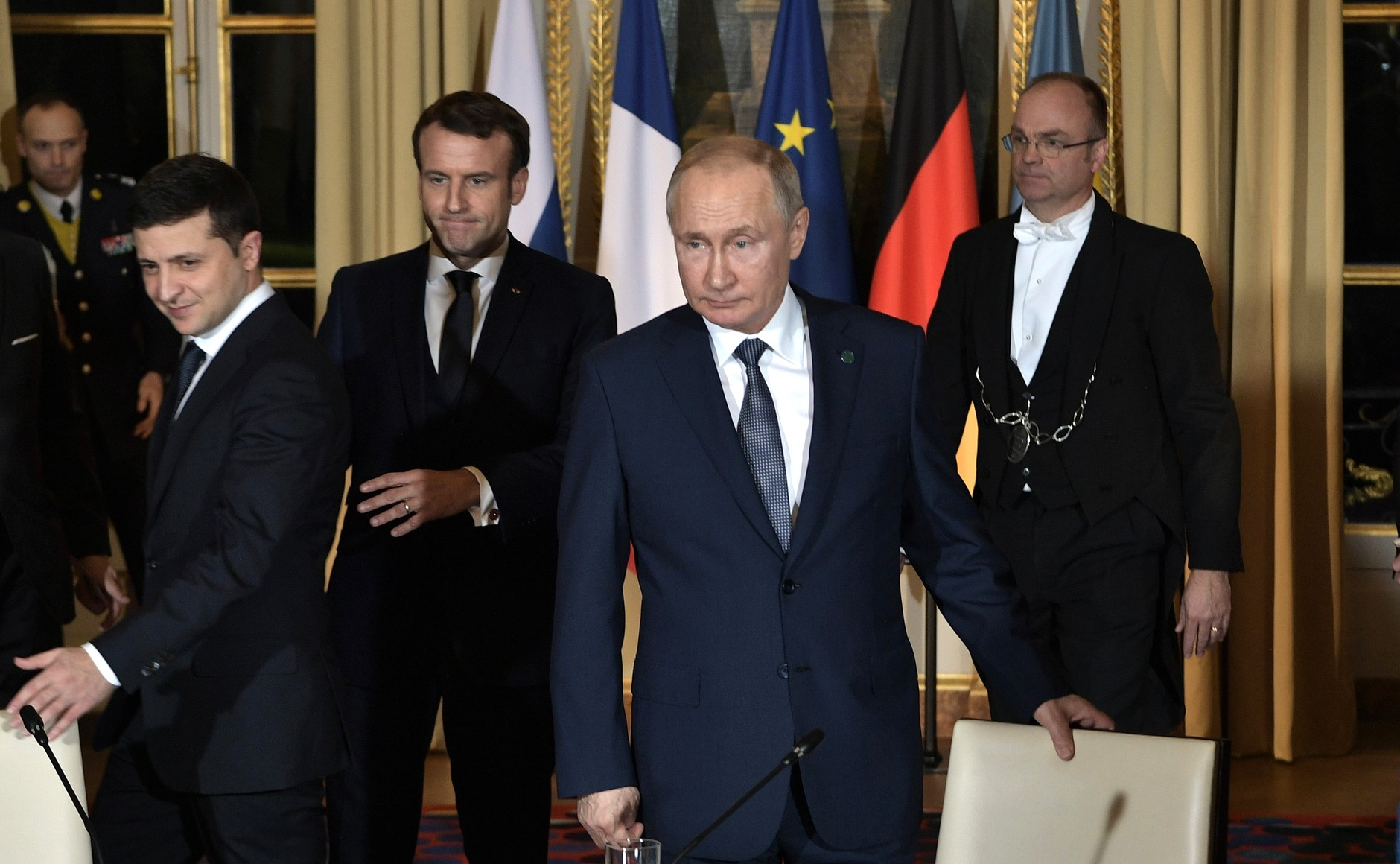
Владимир Зеленский, Эммануэль Макрон и Владимир Путин 9 декабря 2019 года

Приход к власти на Украине Владимира Зеленского способствовал активизации Минского процесса. Тем не менее, как отмечают СМИ, украинские власти понимают, что выполнение ими минских соглашений превратит Донбасс в альтернативный, не подконтрольный украинскому руководству центр влияния на внешнюю и внутреннюю политику государства. Отсюда вытекает желание пересмотреть соглашения, «отредактировать» или «адаптировать» их, изменить последовательность шагов.
24 мая 2019 года вступивший в должность новоизбранный президент Украины Владимир Зеленский обсудил по телефону с федеральным канцлером Германии Ангелой Меркель ситуацию на «временно оккупированных территориях Донбасса». Стороны подтвердили обоюдную заинтересованность в активизации усилий с целью возвращения мира на территории Донбасса. 29 мая Зеленский провёл переговоры с главами МИД Франции и Германии, на которых обсуждалось, в частности, «оживление» минского формата.
17-18 июня Зеленский нанёс официальные визиты в Париж и Берлин. Одной из главных тем переговоров стало прекращение военного конфликта на востоке Украины. В ходе встречи Владимира Зеленского с Ангелой Меркель было принято решение провести новый саммит в «нормандском формате» с участием России в ближайшее время.
29 июня в ходе саммита G20 в Осаке Ангела Меркель и Владимир Путин договорились продолжать работу в «нормандском формате». Ранее президент Франции Эмманюэль Макрон также выступил за скорейшее проведение четырёхсторонней встречи и принятие реальных резолюций по её итогам.
11 июля состоялся первый телефонный разговор между Владимиром Зеленским и президентом России Владимиром Путиным. Как сообщил пресс-секретарь российского президента Дмитрий Песков, президенты обсудили ситуацию в Донбассе, а также работу «по возвращению удерживаемых с обеих сторон лиц». Позже пресс-служба президента Украины сообщила, что главной темой беседы было освобождение моряков, задержанных в районе Керченского пролива, а также «других граждан Украины, которые удерживаются на территории России». Телефонный разговор привёл к заметной активизации усилий по освобождению удерживаемых лиц. 12 июля в Париже состоялась встреча внешнеполитических советников и помощников лидеров стран «нормандской четвёрки», на которой была достигнута договорённость об обмене пленными, о так называемом «хлебном перемирии» на период сбора урожая, о разминировании в Станице Луганской.
6 августа Владимир Зеленский призвал лидеров стран «нормандской четвёрки» к скорейшему проведению саммита по Донбассу. Это обращение было вызвано гибелью четырёх украинских военнослужащих в районе Павлополя Донецкой области. 7 августа Зеленский на пресс-брифинге сообщил о своём телефонном разговоре с президентом России Владимиром Путиным: «Срочно ему позвонил, сказал, что это нас не приближает к миру. Я очень вас прошу повлиять на ту сторону, чтобы они прекратили убийство наших людей». Были также подняты вопросы разминирования территории вокруг моста в Станице Луганской и его восстановления, а также вопрос об обмене пленными. Пресс-служба президента России представила свою собственную, принципиально отличающуюся версию содержания разговора: «Президент России подчеркнул, что для деэскалации конфликта необходимо, прежде всего, исключить дальнейшие обстрелы украинскими войсками населённых пунктов Донбасса, приводящие к жертвам среди мирного населения… Подтверждена также исключительная важность последовательной реализации Минских договорённостей, включая юридические аспекты предоставления ДНР и ЛНР особого статуса. В этом контексте отмечена необходимость конструктивного диалога между сторонами, в том числе в рамках минской Контактной группы».
2 сентября на встрече в Берлине помощники лидеров стран-участниц «нормандской четвёрки» обсудили условия, при которых может состояться саммит. Россию на переговорах представлял помощник президента России Владислав Сурков, Украину — новый глава МИД Украины Вадим Пристайко, ранее представлявший Украину в качестве советника президента Зеленского. Российская сторона в качестве условия для проведения саммита выдвинула выполнение договорённостей предыдущего саммита 2016 года (имеется в виду разведение сил в Петровском и Золотом), а также согласование «формулы Штайнмайера», касающейся вступления в силу закона об особом статусе Донбасса.
7 сентября после состоявшегося обмена удерживаемыми лицами между Россией и Украиной в формате «35 на 35» Владимир Зеленский и Владимир Путин провели телефонный разговор и договорились в ближайшее время обсудить дату проведения встречи в «нормандском формате». По сообщению Офиса президента Украины, стороны подчеркнули, что «довольны результатом выполнения договорённостей в рамках первого этапа на пути к нормализации диалога». В пресс-службе Кремля подчеркнули, что освобождение и передача удерживавшихся лиц имеет «большое значение для нормализации и оздоровления двусторонних отношений». В ходе разговора была «подчёркнута важность соблюдения режима прекращения огня <в Донбассе>, а также последовательного разведения сил и средств на линии соприкосновения противоборствующих сторон». Также Путин отметил необходимость продолжения всесторонней подготовительной работы к саммиту «нормандской четвёрки», «чтобы очередная встреча … была результативной и реально способствовала выполнению имеющихся договорённостей на высшем уровне, прежде всего минского „комплекса мер“».
Президент США Дональд Трамп назвал состоявшийся обмен заключёнными «возможно, первым гигантским шагом к миру». В Госдепартаменте США приветствовали состоявшийся обмен: «Мы рады видеть признаки более активного диалога между Россией и Украиной… Мы призываем Россию немедленно освободить всех других украинцев, включая крымских татар, которые незаконно удерживаются в тюрьме», — сказал РИА «Новости» представитель Госдепартамента. Президент Франции Эмманюэль Макрон выразил мнение, что состоявшийся обмен является решающим шагом для возобновления конструктивного диалога. В пресс-коммюнике Елисейского дворца было отмечено, что Франция и Германия «активизируют свои усилия» в рамках «нормандского формата», чтобы достигнуть прогресса и реализовать политический аспект минских договорённостей. В МИД Франции увидели в состоявшемся обмене гражданами России и Украины желание стран возобновить диалог. Канцлер Германии Ангела Меркель призвала страны усиленно работать над реализацией минских соглашений.
1 октября Контактная группа по Донбассу утвердила в письменном виде единую редакцию «формулы Штайнмайера» и согласовала разведение сил конфликтующих сторон в Петровском и Золотом, которое первоначально было запланировано на 7 октября.
10 октября в ходе пресс-марафона Владимир Зеленский заявил, что для него «нормандский формат» — «это ещё и возможность возвращения вопроса Крыма». Пресс-секретарь президента России Дмитрий Песков заявил, что в Москве «внимательно ознакомились с основными высказываниями президента Зеленского, особенно теми, которые касаются процесса урегулирования на юго-востоке Украины, Минских договорённостей и так далее… Что касается вынесения вопроса о Крыме на любой формат, будь то нормандский или ещё какой-то, то об этом не может быть и речи». Министр иностранных дел России Сергей Лавров заявил по этому поводу, что Россия не допустит пересмотра договорённостей, достигнутых лидерами «нормандской четвёрки» на предыдущих встречах.
Как отмечали СМИ, Зеленский не скрывал намерения как можно скорее устранить все препятствия, мешающие созыву переговоров в «нормандском формате». В то же время глава МИД Украины Вадим Пристайко неоднократно заявлял о готовности властей Украины признать несостоятельность минских соглашений и начать поиск других путей решения конфликта при помощи западных партнёров.
22 октября Владимир Зеленский на встрече с президентом Германии Франком-Вальтером Штайнмайером заявил, что Киев выполнил свою часть для возобновления работы «нормандской четверки» и рассчитывает на проведение встречи её лидеров в ближайшее время. Пресс-секретарь президента России Дмитрий Песков заявил, что Москва не видит каких-либо изменений в ситуации со стороны Киева, способствующей подготовке саммита «нормандской четвёрки»: по-прежнему имеет место противоречивое отношение украинской стороны к «формуле Штайнмайера», не выполняются договорённости о разведении сил в районах населённых пунктов Золотое и Петровское.
12 ноября после долгих проволочек было наконец выполнено последнее условие, препятствовавшее проведению саммита в «нормандском формате»: стороны конфликта в Донбассе успешно развели войска на последнем пилотном участке — возле села Петровское. Тем временем в Киеве заявляли, что основной задачей Зеленского в ходе планируемой встречи должен стать пересмотр Минских соглашений с учётом точки зрения украинской «патриотической общественности». 15 ноября было объявлено, что саммит в «нормандском формате» пройдёт 9 декабря в Париже.

##### Саммит в Елисейском дворце 9 декабря 2019 года

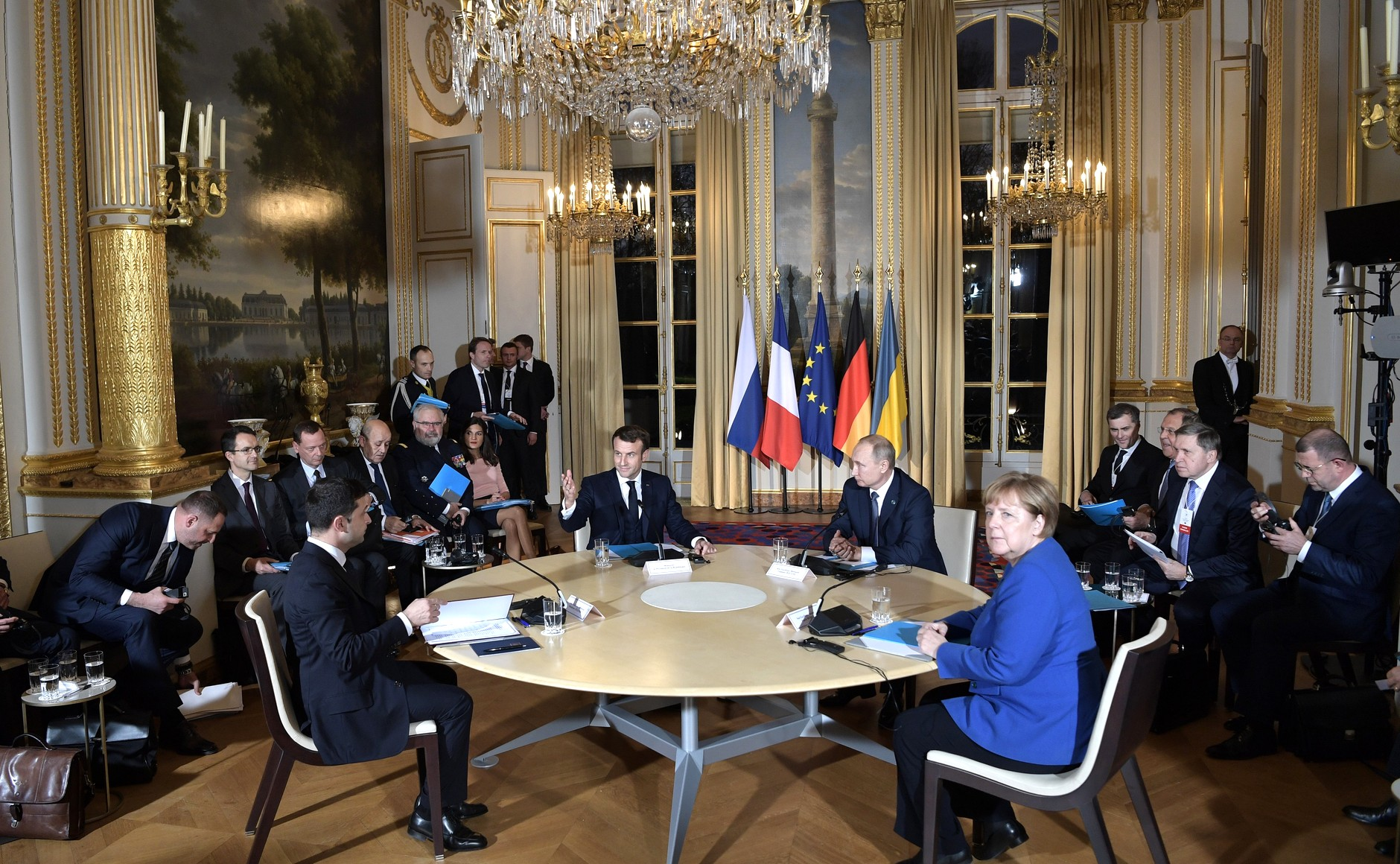
Встреча в «нормандском формате». Париж, 9 декабря 2019 года

Саммит, прошедший в Елисейском дворце, стал первой встречей лидеров в «нормандском формате» с 2016 года. В ней участвовали Владимир Путин, Владимир Зеленский, Ангела Меркель и Эмманюэль Макрон. В общей сложности переговоры продолжались около пяти с половиной часов, включая перерыв на первую двустороннюю встречу президентов Путина и Зеленского. Как было заявлено в коммюнике, участники встречи:
- подтвердили приверженность минским соглашениям по Донбассу;
- договорились поддержать Контактную группу в обеспечении полного прекращения огня до конца 2019 года и разведения сил в трёх новых пунктах к концу марта 2020 года;
- договорились провести обмен пленными по формуле «всех на всех» до конца 2019 года;
- выступили за внесение «формулы Штайнмайера» в украинское законодательство, в соответствии с версией, согласованной в «нормандском формате» и Трёхсторонней контактной группе;
- выразили заинтересованность в согласовании всех правовых аспектов особого статуса Донбасса с целью обеспечения его функционирования на постоянной основе;
- поддержали расширение миссии ОБСЕ с тем, чтобы она могла следить за режимом прекращения огня круглосуточно и без выходных;
- поддержали предоставление Красному Кресту и другим международным организациям полного доступа ко всем задержанным лицам в Донбассе.
- договорились провести новую встречу в «нормандском формате» в течение четырёх месяцев[73][74].

Украина отказалась вносить в итоговое коммюнике упоминание о разведении сил и средств противостоящих друг другу сторон по всей линии их соприкосновения, хотя в тексте, согласованном помощниками лидеров государств «нормандской четвёрки», это было предусмотрено. Нерешённым остаётся и ключевой политический вопрос, касающийся закрепления в украинской конституции особого статуса для ОРДЛО. На состоявшейся после переговоров совместной пресс-конференции Владимир Зеленский заявил, что Украина никогда не пойдёт на изменение конституции Украины с целью её федерализации: «Мы не допустим какого бы то ни было влияния на политическое управление Украиной. Украина — независимая страна, которая сама определяет свой политический путь». По воспоминаниям участников переговоров, основная проблема с позицией России заключалась в том, что она была построена, как и в случае с Крымом, на полном отрицании наличия российских войск в Донбассе.

#### 2020
2020 год украинское руководство начало с заявлений о необходимости пересмотра Минских договорённостей. Прежде всего Украину не устраивает положение о том, что передача ей контроля над неподконтрольным сегментом границы с РФ может начаться только после проведения на территории непризнанных ДНР и ЛНР местных выборов. Украинская сторона настаивает на том, чтобы вернуть контроль над границей и только после этого проводить выборы.
В феврале 2020 года новым переговорщиком от России в «нормандской четвёрке» вместо Владислава Суркова, имевшего репутацию «ястреба», стал заместитель главы Администрации президента Дмитрий Козак, считающийся сторонником компромиссов. 12 марта Козак впервые принял участие в переговорах Трёхсторонней контактной группы в Минске.
Подводя в мае итоги первого года правления Владимира Зеленского, обозреватель издания «Коммерсантъ» Максим Юсин, указывая на ряд позитивных изменений в украинско-российских отношениях, отмечал, что урегулирования в Донбассе так и не наступило, а решения парижского саммита «нормандской четвёрки» так и остались на бумаге. Причина этого, по мнению обозревателя, заключается в том, что Зеленский «боится конфликта с так называемым патриотическим лагерем — активным, часто экзальтированным, пассионарным меньшинством, которое не согласно ни на какие уступки, опирается на поддержку киевской и львовской национально ориентированной интеллигенции, монополизировало большую часть СМИ и готово при необходимости привлечь к акциям протеста радикальные группировки. Перед этим напором Зеленский и его команда оказались беспомощными и вынуждены идти на одну уступку за другой».
Поначалу Дмитрий Козак и Андрей Ермак взаимодействовали успешно. В частности, они согласовали создание внутри Трёхсторонней контактной группы консультативного совета — площадки, на которой представители непризнанных республик Донбасса и Киева могли бы напрямую вести диалог по самым разным вопросам. Но как только эта информация стала публичной, украинская оппозиция обвинила команду президента в измене, и Андрей Ермак свою подпись отозвал.
В начале июня представительная украинская делегация посетила с рабочим визитом Берлин. В её состав вошли вице-премьер, министр по вопросам реинтеграции временно оккупированных территорий Алексей Резников, главы МИДа и Минобороны Дмитрий Кулеба и Андрей Таран, руководитель офиса президента Андрей Ермак и его заместитель Игорь Жовква. Главными вопросами переговоров стали отношения с Россией и урегулирование в Донбассе. Украинская сторона заняла даже более жёсткую позицию, чем при президенте Петре Порошенко, призвав Евросоюз усилить санкции против России и ввести эмбарго на поставки российских энергоносителей. Алексей Резников предложил заменить «нормандский формат» переговоров на «будапештский», при этом «на первых порах» даже без участия России (США, Великобритания, Украина). Украинская сторона также вновь заявила о категорическом нежелании вести прямой диалог с представителями ДНР и ЛНР. Конфликт на востоке Украины стал официально рассматриваться украинским руководством как война с Россией, а потому и решать вопрос нужно на переговорах с российской стороной, а не с Донецком и Луганском.
3 июля в Берлине после долгого перерыва в переговорном процессе состоялись переговоры политических советников лидеров «нормандской четвёрки», темой которых стало выполнение договорённостей по урегулированию на востоке Украины, достигнутых главами «нормандской четвёрки» в Париже в декабре 2019 года. Российскую сторону представлял заместитель главы администрации президента Дмитрий Козак, германскую — советник канцлера Ян Хеккер, французскую — советник президента Эмманюэль Бонн, украинскую — глава офиса президента Андрей Ермак. После декабрьского саммита стороны не продвинулись в реализации Минских соглашений. Незадолго до берлинской встречи заместитель главы украинской делегации в ТКГ Александр Мережко заявил, что Минские соглашения якобы не накладывают никаких обязательств на Украину и рассматриваются ею лишь как «документ рекомендательного характера».
В связи с этим Дмитрию Козаку в Берлине пришлось вернуться к обсуждению ключевых аспектов урегулирования — в первую очередь, будущего статуса Донбасса в соответствии с так называемой «формулой Штайнмайера», предусматривающей внесение изменений в Конституцию Украины. По его словам, прорыва по этому вопросу в Берлине не произошло — от Украины не удалось получить «четкий, внятный ответ», когда будут подготовлены поправки к конституции в отношении децентрализации.
Позитивным итогом берлинской встречи стали договорённости о разработке дополнительных мер по обеспечению перемирия в Донбассе. Эти меры вступили в силу 27 июля. Они предполагают полный запрет ведения огня, размещения вооружения в населённых пунктах и вблизи них, наступательных и разведывательно-диверсионных действий. Кроме того, они предусматривают дисциплинарную ответственность за нарушение режима прекращения огня.
11 сентября в Берлине состоялась встреча политических советников глав государств и правительств «нормандского» формата. Украинскую делегацию возглавлял вице-премьер Алексей Резников, российскую — Дмитрий Козак, немецкую — внешнеполитический советник канцлера Ангелы Меркель Ян Хекер, а французскую — советник президента Эмманюэля Макрона Эмманюэль Бонн. Была подтверждена поддержка режима прекращения огня и необходимость безусловного выполнения дополнительных мер по обеспечению перемирия в Донбассе, которые были приняты 22 июля.
В октябре ДНР и ЛНР представили в ТКГ разработанную ими «дорожную карту» — «План действий по урегулированию конфликта в отдельных районах Донецкой и Луганской областей Украины в соответствии с Минскими соглашениями», однако Украина отказалась её рассматривать и предложила свой собственный «План совместных шагов участников Трёхсторонней контактной группы по выполнению Минских соглашений».
Для того, чтобы вывести переговоры из тупика, вызванного отказом Украины от прямых переговоров с ДНР и ЛНР, Франция и Германия предложили разделить Минские соглашения на так называемые кластеры. Идея состояла в том, чтобы согласовать последовательность действий сторон по реализации «Комплекса мер», а затем передать кластеры в ТКГ в виде рекомендаций для совместной разработки Украиной и Донбассом «дорожной карты» — окончательного мирного плана урегулирования конфликта в соответствии с Минскими соглашениями. 12 ноября советники президента Франции и канцлера Германии Эммануэль Бонн и Ян Хеккер представили коллегам по «нормандскому формату» — Дмитрию Козаку и Андрею Ермаку — первый проект «Ключевых кластеров по реализации Минских соглашений». 20 ноября Франция и Германия уточнили свой проект, 25 ноября собственную их версию представила Россия, 1 декабря — Украина. Украинский проект ещё несколько раз дорабатывался до конца года.

#### 2021
19 февраля в Берлине в рамках Мюнхенской конференции по безопасности канцлер Германии Ангела Меркель, говоря о проблемах, стоящих перед «трансатлантическим сообществом» с точки зрения отношений с Россией, критически высказалась о недостаточном прогрессе в области территориальной целостности и суверенитета Украины, а также в продвижении Минского процесса.
18 марта состоялась видеоконференция советников лидеров «нормандской четвёрки».
30 марта президенты России и Франции Владимир Путин и Эмманюэль Макрон, а также канцлер ФРГ Ангела Меркель провели переговоры по видеосвязи. Центральной темой стала эскалация конфликта в Донбассе — постоянно обостряющаяся ситуация на линии разграничения. Как сообщили в Кремле, «с российской стороны была выражена серьёзная озабоченность в связи с провоцируемой Украиной эскалацией вооружённого противостояния на линии соприкосновения и фактическим отказом от выполнения согласованных в июле 2020 года в Контактной группе „Дополнительных мер по усилению режима прекращения огня“». Было также указано на важность налаживания Киевом «прямого диалога» с Донецком и Луганском. В сообщении Елисейского дворца было отмечено, что президент Макрон и канцлер Меркель считают, что «Россия должна решительным образом участвовать в стабилизации режима прекращения огня на Украине».
По состоянию на конец марта на рассмотрении политических советников руководителей стран «нормандского формата» оставались три основных документа: украинский проект кластеров от 19 января, обновлённый проект Франции и Германии от 8 февраля и российские поправки к франко-германскому проекту от 16 февраля. Дмитрий Козак также передал советникам комментарии к украинскому документу от представителей ОРДЛО. В середине апреля была получена новая версия украинского проекта.
Франко-германский проект содержит 11 кластеров, озаглавленных буквами латинского алфавита от А до К и разделённых на две графы: «Безопасность/Гуманитарные» и «Политические/Экономические». Меры по обеспечению безопасности в зоне конфликта перемежаются с политическими шагами:
- А — полное прекращение огня, разминирование, отвод тяжёлого вооружения, разведение сил на новых участках линии соприкосновения, открытие дополнительных пунктов пропуска, освобождение и обмен задержанными, безопасный и надежный доступ специальной мониторинговой миссии (СММ) ОБСЕ по всей Украине;
- В — включение «Формулы Штайнмайера» в украинское законодательство; одобрение «дорожной карты» руководителями стран «нормандской четвёрки»; согласование Украиной и ОРДЛО в ТКГ всех правовых актов, которые будут касаться ОРДЛО; проведение Украиной конституционной реформы, предполагающей в качестве ключевого элемента децентрализацию и принятие законов об особом статусе ОРДЛО, о местных выборах в ОРДЛО, об амнистии для участников событий на востоке Украины и об особой экономической зоне на территории ОРДЛО;
- С — начало вывода всех иностранных вооруженных формирований, военной техники, а также наёмников из ОРДЛО и начало разоружения всех незаконных группировок в ОРДЛО, за исключением народной милиции;
- D — временное вступление в силу на Украине конституционной реформы, предполагающей децентрализацию, и законов о местных выборах в ОРДЛО и об особой экономической зоне на территории ОРДЛО;
- Е — завершение вывода иностранных формирований и процесса разоружения, описанных в блоке С; поддержание безопасности в ОРДЛО совместными патрулями украинской полиции и местной народной милиции при участии и посредничестве СММ ОБСЕ; расширение международного присутствия ОБСЕ вдоль границы Украины;
- F — бессрочное вступление в силу закона о местных выборах в ОРДЛО;
- G — проведение местных выборов в Донбассе и вступление в силу закона Украины «О временном порядке местного самоуправления в ОРДЛО» (в 20:00 в день проведения местных выборов);
- Н — начало восстановления Украиной полного контроля над своей границей;
- I — временное вступление в силу закона об амнистии;
- J — завершение восстановления Украиной контроля над границей;
- К — вступление в силу на постоянной основе конституционной реформы, а также законов об особом статусе ОРДЛО, амнистии и особой экономической зоне при условии, что выборы местной власти на этих территориях «в целом прошли в соответствии со стандартами ОБСЕ»[92].

Российские поправки к проекту исходят из её[кого?] неизменной позиции: как зафиксировано в Минских соглашениях, война в Донбассе является внутриукраинским конфликтом, а разрабатываемые рекомендации представляют собой лишь посредническую помощь в мирном разрешении ситуации. Российская сторона жёстко придерживается последовательности шагов, зафиксированной в «Комплексе мер по выполнению Минских соглашений», а также настаивает на необходимости прозрачного и надёжного механизма верификации (отсутствия) нарушений режима прекращения огня через Совместный центр по контролю и координации. В российской версии при перечислении специальных законов, которые требуется принять, подчёркивается, что они должны обеспечить функционирование особого статуса ОРДЛО на постоянной основе. Российская сторона также указывает на необходимость отмены либо изменения законов Украины «Об образовании», «Об обеспечении функционирования украинского языка как государственного», «Об особенностях государственной политики по обеспечению государственного суверенитета Украины над временно оккупированными территориями в Донецкой и Луганской областях» и прочих законов «по согласованному с ОРДЛО перечню».
В середине апреля украинская сторона представила новые поправки к франко-германскому проекту. В них, в частности, Украина настаивает, чтобы полный контроль над границей с Россией был восстановлен до проведения в ОРДЛО местных выборов. В составе ТКГ предлагается создать подгруппу по вопросам возвращения контроля над границей. Украина отказывается согласовывать с Донецком и Луганском предусмотренную «Комплексом мер» конституционной реформы, которая должна закрепить децентрализацию власти. Также Украина предлагает увязать принятие законопроектов в рамках Минских соглашений по времени с выводом иностранных войск, отводом войск и вооружений от линии разграничения и возвращением полного контроля над границей.
16 апреля Владимир Зеленский посетил Париж, где провёл переговоры с Эммануэлем Макроном, после чего к их беседе присоединилась по видеосвязи Ангела Меркель. Главным в повестке встречи был вопрос «присутствия российских военных вблизи восточной границы Украины». Все три стороны — Киев, Париж и Берлин — потребовали от России вывести свои войска из приграничных районов, а также из «нелегально аннексированного Крыма».
20 апреля после закончившейся провалом видеоконференции политических советников лидеров «нормандской четверки» Зеленский предложил Путину встретиться «в любой точке украинского Донбасса, где идёт война». Российский президент заявил, что готов принять Зеленского в Москве, но не для обсуждения Донбасса. В ходе подготовки встречи президентов Украина поставила условие: обязательными темами переговоров должны стать проблемы Крыма и Донбасса. 30 июня Владимир Путин во время прямой линии заявил, что не отказывается от предложения встретиться с украинским коллегой, но не видит, о чём с ним разговаривать: «Что встречаться с Зеленским? Если он отдал свою страну под полное внешнее управление. Ключевые вопросы жизнедеятельности Украины решаются не в Киеве, а в Вашингтоне. Отчасти в Берлине и в Париже. Ну и о чём разговаривать?».
31 мая в газете Frankfurter Allgemeine Zeitung было опубликовано интервью Владимира Зеленского, посвящённое военным и экономическим угрозам Украине и Европе, исходящим от России. Зеленский дал понять Германии, что, несмотря на уже оказанную поддержку, Украина ждёт от неё «большего» — в том числе поставок вооружений и другой военной помощи. Глава МИД ФРГ Хайко Маас, однако, в ответ заявил, что поставки вооружений Украине не помогут завершить конфликт в Донбассе: Германия «не ставит право Украины на самозащиту» под сомнение, но конфликт в Донбассе можно урегулировать только дипломатическим путём. Выступая 31 мая на совместной пресс-конференции с Ангелой Меркель, президент Франции Эмманюэль Макрон дал понять: наиболее эффективным способом урегулирования украинского конфликта остаётся «нормандский формат». Зеленский, однако, продолжает выдвигать идею некоего нового формата, к участию в котором были бы привлечены в числе прочих США и Евросоюз. В рамках этого гипотетического формата, по мнению Зеленского, можно было бы помимо вопроса о ситуации на востоке Украины поднять вопросы о Крыме, о трубопроводе «Северный поток — 2», о гарантиях безопасности и пр.
23 июня глава украинской делегации в ТКГ Леонид Кравчук заявил в телеинтервью, что Украина ведёт консультации с США по вопросу их присоединения к переговорам «нормандской четвёрки», поскольку, по его словам, Франции и Германии недостаёт «твёрдости, системности и последовательности» в их давлении на Россию.
22 августа Зеленский в ходе переговоров с канцлером Германии Ангелой Меркель в Киеве заявил, что повестка парижского саммита «нормандской четвёрки» сохраняет актуальность и «должна быть имплементирована»: «Мы стремимся добиться режима стабильного прекращения огня, обмена удерживаемыми лицами и открытия контрольно-пропускных пунктов со стороны оккупированных территорий и доступа Международного комитета Красного Креста на эти территории»,— сказал президент Украины. Зеленский дал понять, что рассматривает переговорный процесс по Донбассу исключительно как инструмент давления на Россию: «Наша позиция относительно необходимости проведения саммита „нормандской четвёрки“ неизменна. Пока отсутствует прогресс, давление на Россию должно сохраняться. Мы хотим видеть тут очень активные усилия наших партнеров»,— заявил он. Меркель со своей стороны заявила, что считает Россию стороной конфликта, а поэтому поддерживает отказ Украины проводить прямые переговоры с «представителями сепаратистов».
С августа, сразу же после визита немецкого канцлера Ангелы Меркель в Москву, политические советники лидеров Германии, России, Франции и Украины приступили к обсуждению вопросов, касающихся проведения до конца года очередного саммита в «нормандском формате». Переговоры, однако, зашли в тупик, ввиду серьёзных разногласий практически по каждому пункту. Как дают понять представители российской стороны, причастные к этому процессу, представители Берлина, Парижа и Киева отказываются закреплять в проекте итогового документа «географическую дислокацию конфликта, его характер и стороны конфликта, на которые Минскими соглашениями возложены обязательства по его урегулированию». Россия считает необходимым указать, что ответственность за отсутствие прогресса в выполнении решений саммита 2019 года лежит на Украине.
11 октября состоялись два сеанса связи в «нормандском формате» в попытке организовать встречу на высшем уровне: сначала между собой переговорили канцлер Германии Ангела Меркель, президент Франции Эмманюэль Макрон и президент Украины Владимир Зеленский, а затем немецкий и французский лидеры созвонились с российским президентом Владимиром Путиным. Российский лидер, как сообщили в Кремле, в разговоре с Меркель и Макроном «дал принципиальную оценку линии киевских властей, упорно уклоняющихся от выполнения как своих обязательств по Минским соглашениям, так и договорённостей, достигнутых на предыдущих „нормандских“ саммитах». Этим, в частности, Путин обосновал отсутствие повода для новой встречи. В ответ Германия и Франция предложили организовать хотя бы встречу министров иностранных дел «нормандской четвёрки».
Позиции Москвы и Киева прямо противоречат друг другу. Если Россия настаивает на том, что сторонами конфликта в Донбассе являются Украина, а также непризнанные ДНР и ЛНР, то Украина говорит, что воюет с Россией. Так, 12 октября во время саммита Украина — ЕС президент Зеленский заявил: «Вместе с ЕС мы едины в том, что ответственность за отсутствие прогресса в мирном урегулировании на Донбассе в полной мере лежит на России, которая несомненно является стороной конфликта». В заявлении по итогам саммита было указано на ответственность России за выполнение минских договорённостей как «стороны конфликта». Отвечая на это заявление, Сергей Лавров 14 октября заявил: «В грубых безапелляционных тонах от нас требуют выполнения минских договорённостей, потому что, как там заявлено, мы являемся стороной этого документа. Госпожа Урсула фон дер Ляйен и господин Мишель вместе с господином Зеленским прямо назвали Российскую Федерацию стороной конфликта. Мы хотим разобраться, что происходит в Евросоюзе и как дальше можно работать».
На этом фоне состоялся визит в Москву замгоссекретаря США Виктории Нуланд, которая, в частности, обсудила с Дмитрием Козаком конфликт на востоке Украины. Козак в своём коммюнике по итогам переговоров сообщил, что стороны «подтвердили, что единственной основой для урегулирования остаются Минские соглашения. В ходе переговоров была подтверждена озвученная в Женеве позиция США, что без согласования будущих параметров автономии, или, другими словами, особого статуса Донбасса в составе Украины существенный прогресс в урегулировании конфликта вряд ли возможен. С учётом совпадения подходов по этой принципиальной позиции договорились о продолжении взаимных консультаций».
17 ноября МИД России опубликовал закрытую переписку главы МИД Сергея Лаврова с министрами иностранных дел Германии и Франции Хайко Маасом и Жан-Ивом Ле Дрианом. В министерстве объяснили это решение искажением российской позиции по подготовке встречи глав МИД «нормандской четвёрки» и стремлением предотвратить дальнейшие спекуляции. Переписка была обнародована после того, как Ле Дриан и Маас по итогам встречи с главой украинского МИД Дмитрием Кулебой призвали Москву «проявить сдержанность и прозрачно информировать о своей военной активности». Франция и Германия также предупредили Россию о «тяжёлых последствиях» при «новой попытке подорвать территориальную целостность Украины». Как отметила газета «Коммерсантъ», из этой публикации стало ясно, что Россия не согласится ни на саммит «нормандской четвёрки», ни даже на встречу министров иностранных дел до тех пор, пока партнёры будут продолжать называть Россию стороной конфликта на востоке Украины или будут пытаться привлечь её к выполнению Минских соглашений. В министерствах иностранных дел Франции и Германии возмутились публикацией: Берлин назвал её нарушением дипломатической практики, а Париж заявил, что такой подход противоречит дипломатическим правилам.
Выступая в Совете Федерации 1 декабря, Сергей Лавров заявил: «Киев становится всё более и более наглым… в своей агрессивности по отношению к минским договорённостям, по отношению к Российской Федерации и в своих попытках спровоцировать Запад на поддержку воинственных устремлений. Как нам иначе продолжать работать? Пускай все знают, что происходит на самом деле, что нам наши так называемые партнёры обещают и что у них на деле получается», — заявил он. Лавров допустил возможность «военной авантюры» со стороны Украины. «Но мы никогда не будем срываться и никогда не скажем: ну всё, умерла так умерла. Пусть они это скажут, а мы будем требовать выполнения резолюции Совета Безопасности ООН», — сказал Лавров.
26 ноября на встрече с прессой президент Украины Владимир Зеленский сообщил, что его помощник Андрей Ермак в ближайшее время свяжется с Дмитрием Козаком. Прямые контакты Ермака с Козаком, как и контакты политических советников лидеров стран «нормандского формата» застопорились из-за многочисленных разногласий. Кроме того, Зеленский отметил, что он не поддерживает принятие закона о переходном правосудии в Донбассе, против которого выступила не только Россия, но и западные партнёры Украины: они считают, что такой шаг будет означать односторонний выход Украины из Минских соглашений. Введение переходной юстиции предусматривается законопроектом «Об основах государственной политики переходного периода», внесённым в Верховную раду в августе. Среди прочего, он предусматривает люстрацию и отмену закона об амнистии участников конфликта на востоке Украины.
1 декабря, выступая с ежегодным посланием к парламенту и украинскому народу о внутреннем и внешнем положении страны, Зеленский заявил, что Украина не сможет остановить войну в Донбассе без прямых переговоров с Россией. По его словам, это признают и «все внешние партнёры». Парламентская фракция «Оппозиционная платформа — За жизнь» заявила о поддержке этой позиции президента Украины. Противоположной позиции придерживается депутатская фракция «Европейская солидарность» (лидер партии экс-президент Пётр Порошенко). «Это ключевая реплика этого „послания“, которая означает, что нам готовят капитуляцию. Прямые переговоры — это сценарий Кремля, это „зрада“, это абсолютная капитуляция», — заявила сопредседатель фракции Ирина Геращенко агентству «Интерфакс-Украина». О неготовности Украины к прямым переговорам с РФ для окончания войны в Донбассе заявили и во фракции «Батькивщина».
1 декабря замгоссекретаря США Виктория Нуланд, выступая по видеосвязи на «Киевском форуме безопасности», предложила содействие в оживлении мирного процесса: «Мы верим в то, что США могут сыграть вспомогательную роль, как мы делали это в 2014—2016 годах, работая параллельно с Киевом. Думаю, мы готовы это делать. Мы не видим альтернатив, кроме как начинать что-то делать, а не просто говорить о Минских соглашениях».
7 декабря состоялись переговоры между Владимиром Путиным и Джо Байденом в формате видео-конференц-связи. В российском пресс-релизе по итогам переговоров говорится, что «преобладающее место в разговоре заняла проблематика, связанная с внутриукраинским кризисом и отсутствием прогресса в выполнении Украиной минских договорённостей, являющихся безальтернативной основой мирного урегулирования»: «Президент России на конкретных примерах проиллюстрировал деструктивную линию Киева, направленную на полный демонтаж Минских соглашений и договорённостей, достигнутых в „нормандском формате“, высказал серьёзную озабоченность по поводу провокационных действий Киева против Донбасса». В пресс-релизе, который часом раньше появился на сайте Белого дома, говорилось, что Джо Байден обратил внимание Путина на якобы «угрожающий» характер передвижений российских войск вблизи украинских границ и заявил, что США и их союзники готовы ввести санкции в случае дальнейшей эскалации обстановки.
В последующие дни тема Украины стала для США и их союзников центральной в их внешнеполитической деятельности. Признав ситуацию вокруг Украины главной угрозой безопасности в Европе, США и Запад несколько изменили свою стратегию в поддержке украинских властей. Продолжая заявлять об «ужасных последствиях» для России в случае её «агрессии», они при этом чётко давали понять, что вооружённым путём защищать Украину в случае российской «агрессии» они не будут. Одновременно, хотя и непублично, Запад требовал от Киева сдержанности и мирного решения проблемы. В частности, 10 декабря президент Франции Эмманюэль Макрон провёл телефонный разговор с Владимиром Зеленским, призвав его к возобновлению переговоров в «нормандском формате» «при посредничестве Франции и Германии». Перезапуск переговорного процесса по Украине стал главной темой поездки помощницы госсекретаря США по Европе и Евразии Карен Донфрид, которая 13-15 декабря посетила Киев и Москву, а после этого отправилась в Брюссель для консультаций с представителями ЕС и НАТО. В преддверии её визита в Москву Госдепартамент США заявил, что «помощник госсекретаря подчеркнёт, что мы можем добиться дипломатического прогресса в прекращении конфликта в Донбассе путем выполнения Минских соглашений при поддержке „нормандского формата“».
В начале декабря Украина распространила документ «Необходимые шаги для разблокирования работы Трёхсторонней контактной группы, „нормандского формата“, выполнения Минских соглашений и общих согласованных итогов Парижского саммита в „нормандском формате“ 9 декабря 2019 года», реализация которого с привлечением стран «нормандского формата» и США, по мнению Зеленского, поможет разблокировать мирный процесс по Донбассу во всех существующих форматах. Непризнанные республики Донбасса и Россия, однако, назвали эти предложения имитацией мирного процесса.
Как отмечало в конце декабря 2021 года издание «Коммерсантъ», надежды на то, что переговоры по урегулированию конфликта в Донбассе могут закончиться прочными договорённостями (эти надежды появились после того, как президентом Украины стал Владимир Зеленский, объявивший своей главной целью достижение мира), окончательно рухнули.

#### 2022
19 января во время поездки в Киев госсекретарь США Энтони Блинкен заявил в интервью «Голосу Америки», что Минские соглашения не нуждаются в пересмотре и являются единственным путём урегулирования конфликта в Донбассе. Блинкен также указал на то, что Украине предстоит предпринять ряд шагов в этой связи.
После серии контактов Украины и США риторика команды Зеленского изменилась. Если ранее глава Офиса президента Украины Андрей Ермак заявлял, что Минские соглашения в нынешнем виде выполнить практически невозможно, то 24 января в эфире телеканала ICTV он назвал их «единственной платформой, на которой сегодня можно работать». Ермак сообщил, что все законы, прописанные в Минских соглашениях, могут быть приняты Верховной радой после согласования плана прекращения войны в Донбассе, но, по его словам, «мы будем выполнять минские договорённости исключительно в украинских интересах и исключительно в соответствии с нормами международного права».
В тот же день из Верховной рады был внезапно отозван направленный туда в августе 2021 года законопроект «О государственной политике переходного периода», согласно которому Россию предлагалось именовать «государством-агрессором». Как сообщила со ссылкой на свои источники «Европейская правда», отзыв документа был условием, на котором российская сторона дала согласие на проведение встречи политических советников лидеров «нормандской четвёрки». По информации издания, требование России передали украинскому руководству представители Германии и Франции Йенс Плетнер и Эммануэль Бонн, которые действительно побывали в Киеве 11 января и провели переговоры с Владимиром Зеленским и Андреем Ермаком, а до этого 6 января посетили Москву, где их принял Дмитрий Козак.
26 января в Париже впервые с августа 2021 года встретились политические советники лидеров стран «нормандской четвёрки». Германию представлял внешнеполитический советник канцлера ФРГ Йенс Плётнер, Францию — советник президента Эмманюэль Бонн, Москву и Киев — замглавы президентской администрации Дмитрий Козак и руководитель офиса президента Украины Андрей Ермак. После встречи Елисейский дворец опубликовал коммюнике, в котором было подтверждено, что Минские договорённости являются основой работы «нормандского формата», и сообщалось, что участники переговоров намерены уменьшить имеющиеся разногласия, чтобы двигаться вперед. Участники встречи согласились, что режим прекращения огня в Донбассе должен соблюдаться независимо от разногласий по прочим вопросам.
9 февраля официальный представитель МИД России Мария Захарова заявила, что действия США разрушают процесс мирного урегулирования на Украине: «На днях госсекретарь США Энтони Блинкен заявил, что положения „Минска“ можно выполнить, только если будет найдена их должная очерёдность. Странно, что в США пытаются найти очерёдность в документе, где чётко прописана вся последовательность шагов всех сторон… Подобные высказывания, а особенно их синхронность, говорят об одном: США выступают за пересмотр комплекса мер — это чревато разрушением мирного процесса»,— сказала она.
Встреча политических советников лидеров стран «нормандской четвёрки», прошедшая 10 февраля в Берлине, закончилась безрезультатно.
По мнению политического аналитика Марии Кучеренко: «Россия настроена не на диалог, а на то, чтобы продиктовать свои условия. И чтобы Украина согласилась на эти условия. В тоже время, продолжается активная интеграция оккупированных территорий с РФ. Это и паспортизация населения, и проведение на тех территориях выборов в Госдуму России». Россия также усилит давление на Украину, повышая ставки. Ожидается, что к весне 2022 года это давление достигнет максимальной точки.